# Trondheim
Trondheim ([ˈtrɔ̂n(h)æɪm]ⓘ) -antiguamente Nidaros y Trondhjem-, es una ciudad y municipio de Noruega, capital de la provincia de Trøndelag. Con una población de 198 219 habitantes (2019), es la tercera ciudad más poblada de Noruega, detrás de Oslo y Bergen. El municipio tiene una extensión de 342,27 km². El área metropolitana de Trondheim incluye siete municipios y ronda los 260 000 habitantes, siendo la cuarta aglomeración urbana del país.
La ciudad de Trondheim se estableció como municipio el 1 de enero de 1838. Los municipios rurales de Byneset, Leinstrand, Strinda y Tiller se fusionaron con Trondheim el 1 de enero de 1964.
Fue fundada a finales del siglo X como un núcleo comercial. Durante la Edad Media fue brevemente capital de Noruega y sede arzobispal del país. Su crecimiento posterior se apoyó básicamente en el comercio, pero la ciudad padeció repetidas crisis a causa de incendios devastadores. Entre su patrimonio destaca la catedral de Nidaros, una obra maestra de la arquitectura gótica en los países nórdicos. Es de resaltar también su importancia como centro educativo y cultural, al ser la sede de la Universidad Noruega de Ciencia y Tecnología (una de las instituciones educativas más grandes del país), y de diversos festivales culturales.

## Etimología

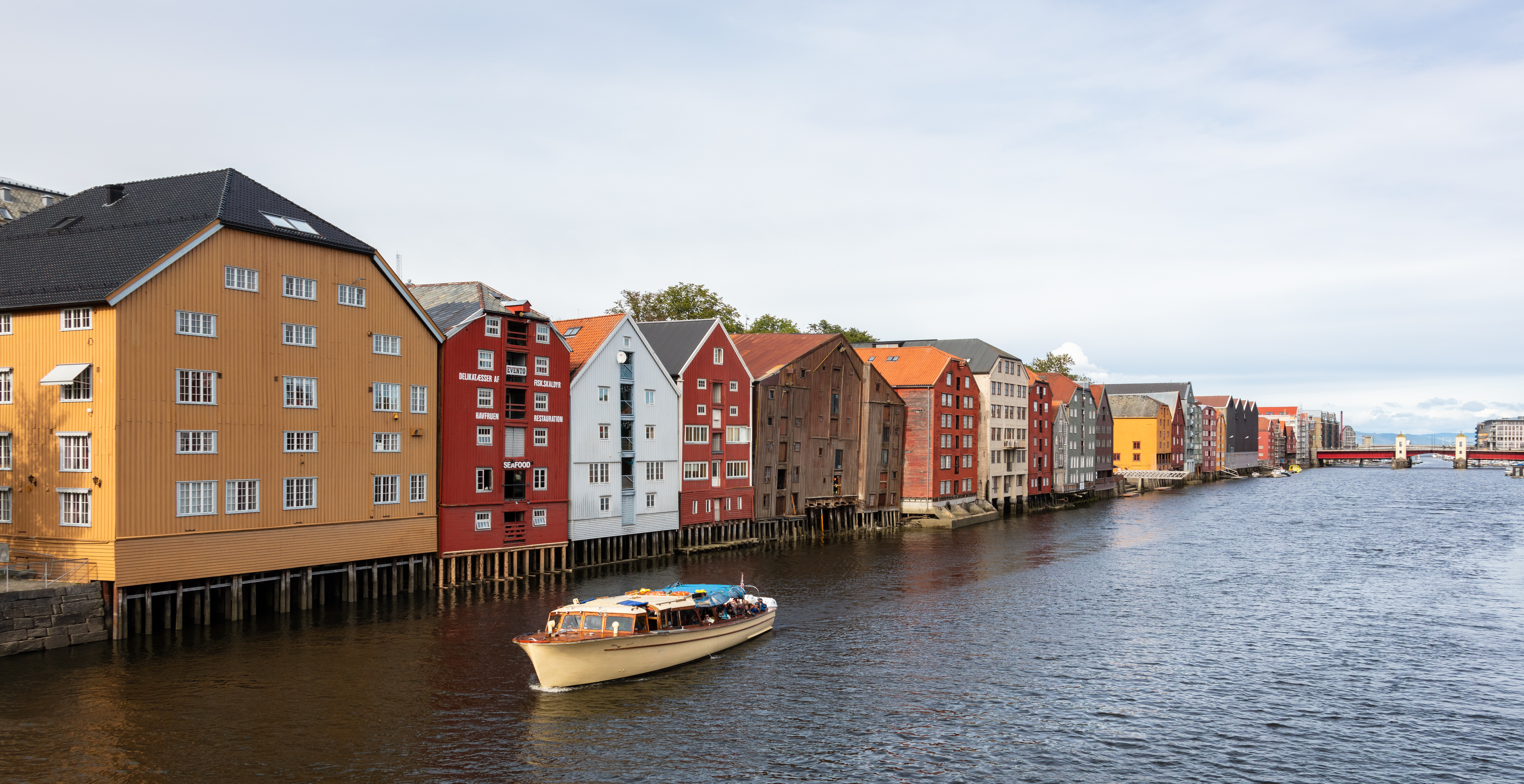
El río Nid (Nidelva) le dio a la ciudad su primer nombre: Nidaros.

El primer nombre de la ciudad fue Nidaros, (esto es, «la boca del [río] Nid») (Niðarós en nórdico antiguo). A su vez, la etimología del río Nid es discutida, y se sugiere que significa «el que corre hacia abajo», «resplandeciente», «estruendoso», entre otras hipótesis. Nidaros fue utilizado como el nombre oficial hasta el siglo XVI, cuando desapareció el arzobispado. El nombre cayó en desuso desde el siglo XVI y sus únicas referencias permanecieron en la catedral, conocida como la catedral de Nidaros, y en la diócesis de la Iglesia de Noruega.
El nombre de Trondheim (Þróndheimr en nórdico antiguo) significa aproximadamente «hogar donde se crece sano» y por extensión «lugar próspero». Originalmente el nombre designaba a toda la región bañada por el fiordo de Trondheim, es decir, todo el actual Trøndelag. En Roma la ciudad también llegó a ser conocida como Trundum durante un breve período en el siglo XII.
Desde finales de la Edad Media se empezó a emplear, junto con Nidaros, el nombre de Kaupangen i Trondheimen ("sitio comercial en el Trondheim [Trøndelag]"), y simplemente Trondheim como forma corta. Durante la unión con Dinamarca, el único nombre de la ciudad fue la forma danesa Trondhjem.
Siguiendo una corriente nacionalista, en 1930 el gobierno de Noruega recuperó el nombre medieval de Nidaros como topónimo oficial, pero al contrario de lo que sucedió en Oslo (nombre que sustituyó al de Cristianía), la población y el gobierno de la ciudad se habían inclinado, en un plebiscito de 1928, por mantener el nombre de Trondhjem, y después de protestas populares el Storting (parlamento noruego) decretó una ley puesta en marcha el 6 de marzo de 1931 que reconocía como oficial el nombre de Trondheim, una forma considerada más noruega que Trondhjem. Con todo, la última forma es aún usada en los nombres de algunas empresas e instituciones.
En sami meridional, la ciudad es conocida como Tråante.

## Historia

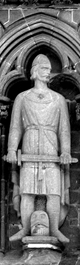
Olaf Tryggvason, fundador de la ciudad.

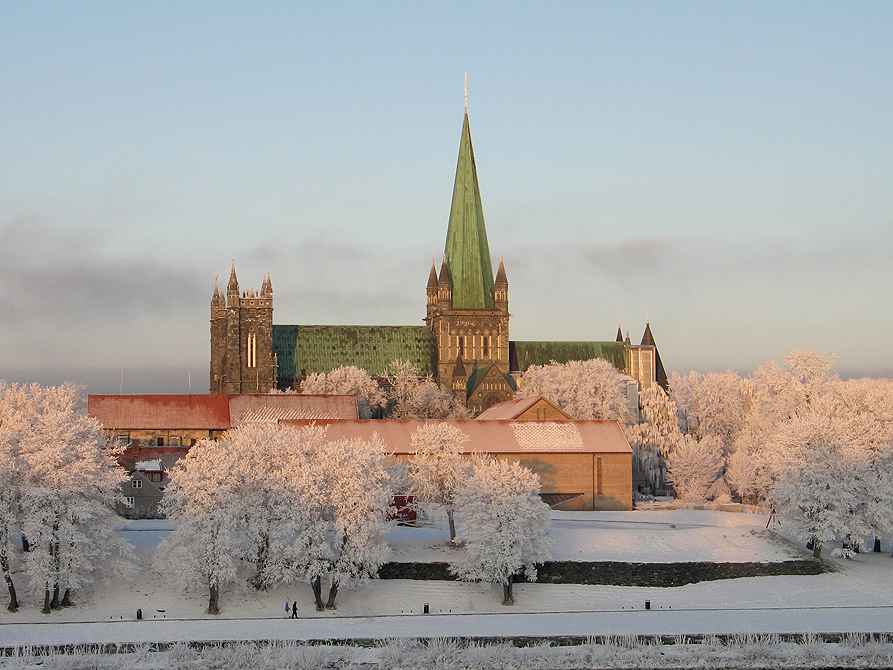
La catedral de Nidaros fue el santuario de San Olaf y la única sede arzobispal de Noruega. Su importancia convirtió a Trondheim en la capital religiosa de Noruega durante la Edad Media.

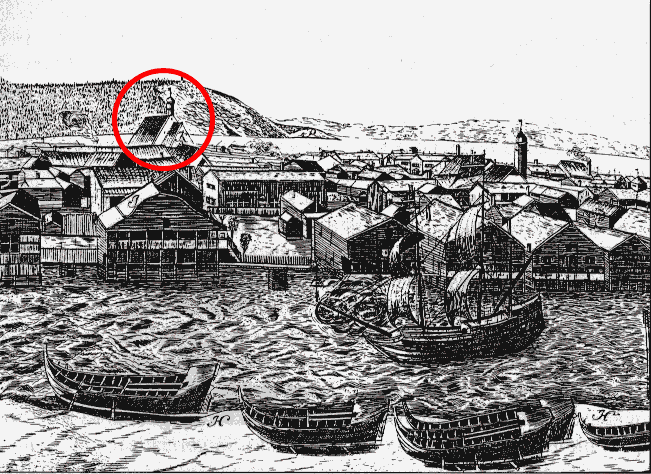
Panorámica de Trondheim desde Bakklandet, la imagen más antigua de la ciudad. Grabado de Jacob Maschius de ca. 1600. En primer plano, los almacenes comerciales del río, y en círculo rojo, la iglesia de Nuestra Señora.

Originalmente el territorio se llamaba Þróndheimr en nórdico antiguo y formaba parte del reino de Trøndelag, aunque nunca tuvieron reyes y se gobernó con los poderosos jarls de Lade en la Era Vikinga. Trondheim como ciudad fue fundada por el rey vikingo Olaf Tryggvason, con el nombre de Nidaros, en el año 997. Sin embargo, existen investigaciones arqueológicas que demuestran que en la costa, en la desembocadura del río, hubo un núcleo de población anterior, posiblemente con fines comerciales. Según la tradición, Olaf Tryggvason estableció su residencia en las cercanías de la desembocadura del río, y en los mismos terrenos reales, el rey Olaf el Santo levantó una iglesia dedicada a San Clemente, el patrono de los marineros. En principio, Nidaros fue la residencia del rey, y por ello, durante un tiempo, la capital de Noruega.
En la primera mitad del siglo XI la ciudad creció, ocupando la península que se forma entre la costa y el río. La calle principal corría de norte a sur, y en esa época se construyó el puente de Elgeseter, que conecta la península con el resto de tierra firme por el sur. El rey Olaf el Santo fue sepultado en Nidaros, y en el lugar de su tumba se levantó hacia 1070 una pequeña iglesia de piedra que con el tiempo se convertiría en la catedral. En la Edad Media, Trondheim fue escenario de varias batallas, entre ellas la batalla de Kalvskinnet entre el rey Sverre y Erling Skakke, en 1179.
El primer incendio se registró en 1219, y en 1295 la mayor parte de la ciudad quedó reducida a cenizas. La Alta Edad Media fue una época de crecimiento, especialmente después de que la ciudad fuera designada sede arzobispal en 1152. A finales del siglo XIII había unas 20 iglesias y en la periferia se habían levantado los monasterios de Elgeseter, Bakke y Munkholmen.
A finales de la Edad Media hubo un estancamiento en el crecimiento de la población y los incendios de 1481 y especialmente el de 1532 marcaron el inicio de una fase de decadencia. El último arzobispo de Noruega, Olav Engelbrektsson, intentó detener la influencia danesa en el país. Como respuesta, en 1531 tropas danesas incendiaron el palacio arzobispal, la catedral y buena parte de la ciudad. Con la reforma protestante de 1537 Nidaros perdió su estatus como centro eclesiástico de Noruega.
El aumento del comercio en el siglo XVII benefició a Trondheim, y el primer suburbio fuera de sus límites históricos fue Bakklandet, en la orilla oriental del Nidelva. La ciudad tuvo una marcada influencia de familias de comerciantes extranjeros, especialmente los llegados de Flensburgo, entonces una ciudad danesa. En 1658, la ciudad fue sitiada por tropas suecas y por el Tratado de Roskilde, Trondheim y todo el Trøndelag pertenecieron a Suecia entre 1658 y 1660.
La ciudad sobrevivió a los incendios de 1599 y 1651, tras los cuales se trazaron las calles con mayor anchura, pero ello no evitó que fuera devastada nuevamente por el gran incendio de 1681, que arrasó Trondheim casi por completo. El rey Cristián V ordenó el diseño de un nuevo plan urbano, del que se encargaría el luxemburgués Johan Caspar von Cicignon.

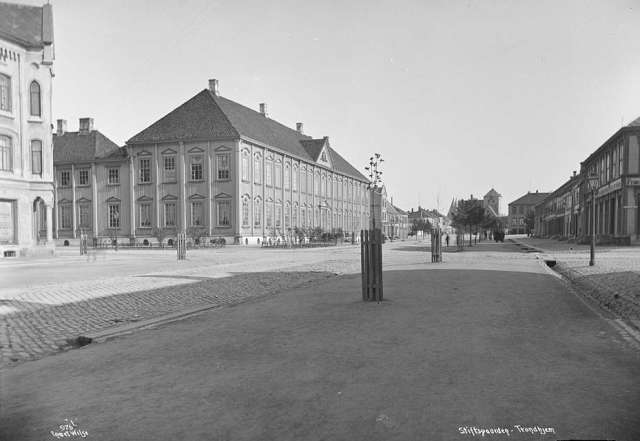
La Munkegata, una de las amplias calles surgidas con el plan urbano de Johan Caspar von Cicignon en el, que buscaba minimizar la propagación de incendios. Fotografía de Axel Lindhal de finales del. A la izquierda, el Stiftsgården, y al fondo, la catedral.

El plan de Cicignon consistía en una red vial ortogonal con cinco calles anchas en dirección norte-sur y cinco de este a oeste, sin tener en consideración los derechos sobre la propiedad, a fin de prevenir incendios posteriores, lo que al mismo tiempo dio a la pequeña y tranquila ciudad un aire más «atractivo» para posibles inmigrantes. Durante esta época, Trondheim contaba con unos 8000 habitantes.
En el oriente se estableció una dirección noreste-suroeste. Se establecieron dos calles principales, la Kjøpmannsgata («calle del comerciante»), en la ribera occidental del Nidelva, y la Munkegata («calle del monje»), que corre de la catedral en dirección al islote de Munkholmen. A la mitad de la Munkegata se diseñó la plaza principal. Cicignon consideró sobre todo la protección contra incendios y la defensa militar, y trató de acabar con las callejuelas y callejones medievales (conocidos en Trondheim como veit), pero varios de éstos aún perviven en la actualidad. Se establecieron fortificaciones al norte, sur y oeste. De esta época data la fortaleza de Kristiansten y el Puente Viejo.
En el siglo XVIII se fundó el segundo suburbio de Trondheim, Ila, en el occidente. A inicios del siglo hubo un nuevo incendio que destruyó los edificios entre la Munkegata y la Kjøpmannsgata, pero esta última sirvió de barrera para que el fuego no alcanzara los almacenes de la ribera del río, lo que representó un alivio para los comerciantes. Entre 1760 y 1810 hubo una intensa actividad constructora en el casco central, y la mayoría de los palacios de madera de la ciudad datan de ese período.
Hubo tres incendios más en la década de 1840: dos de grandes dimensiones en 1841 y 1842 y uno menor en 1844. Tras los siniestros, las autoridades tomaron algunas iniciativas para los edificios de madera: las casas debían ser de dos pisos, con techo llano y sin ático u otras construcciones en el techo. La planta baja se habilitaba para comercios, mientras la planta alta servía de vivienda. La mayoría de las casas de madera que han sobrevivido en la época actual en el centro de Trondheim datan de principios de esa década. Sin embargo, en 1845 se dictó una nueva ley que hizo obligatoria la construcción en mampostería.

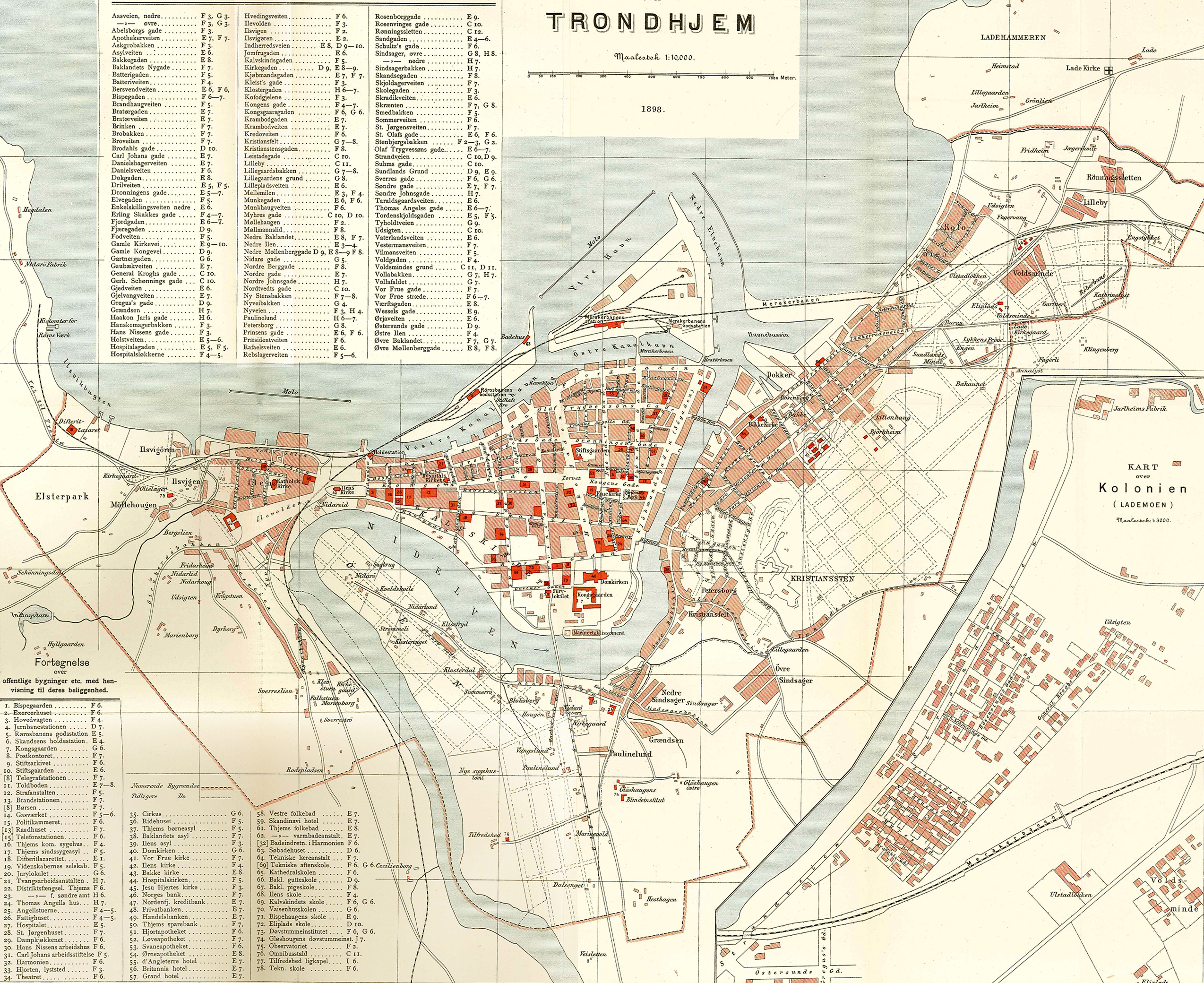
Mapa de Trondheim de 1898.

Hasta entonces, administrativamente, Trondheim solo consistía en la península donde se asienta el centro. En 1847, los suburbios de Bakklandet e Ila (hasta entonces parte de la centena de Strinda) fueron incluidos en Trondheim, y en 1864 tocó el turno a Elgeseter, Øya y Rosenborg. En la década de 1860 el ingeniero Carl Adolf Dahl construyó las primeras redes de agua potable y saneamiento. En 1864 la ciudad fue conectada por ferrocarril con Støren (municipio de Midtre Gauldal), en 1877 con Cristianía y en 1882 con Storlien, Suecia. Las nuevas instalaciones portuarias de 1882 contribuyeron a una notable mejoría de las comunicaciones de la ciudad con el exterior.
En 1893 se incorporaron como barrios las localidades de Singsaker, Øvre Rosenborg, Lademoen y una parte de Byåsen. La ley de construcción contra incendios, solo vigente para el centro de la ciudad, se extendió a todo el municipio tras un incendio en Rosenborg en 1899, pero algunos años después se volvió a permitir la construcción en madera en algunas partes.
El gran crecimiento de inicios del siglo XX hizo necesaria la regulación urbana de todo el municipio, y se creó un nuevo plan urbano en 1913, que regionalizaba el territorio de acuerdo al uso del suelo.
Durante la Segunda Guerra Mundial, Trondheim fue ocupada por la Alemania Nazi desde el 9 de abril de 1940, el primer día de la invasión del país, hasta el 8 de mayo de 1945. En esta ciudad se firmó la capitulación de las fuerzas armadas noruegas.
En 1952 Byåsen y la península de Lade se incorporaron a Trondheim. El crecimiento de la ciudad continuó en los años siguientes y el 1 de enero de 1964 Trondheim, Strinda, Tiller, Leinstrand y Byneset se fusionaron en un gran municipio, lo que definió los límites actuales de Trondheim. En las últimas décadas, el crecimiento urbano se ha extendido a varias de las otrora áreas rurales, donde se han construido áreas residenciales ante la carencia de vivienda en el centro histórico.

### Símbolos
Uno de los símbolos del municipio de Trondheim son el escudo de armas con un obispo y un rey, rematado con una corona mural. Es un diseño de 1897 basado en un sello medieval de la ciudad, de tiempos del arzobispado católico.
Trondheim es uno de los pocos municipios noruegos con una bandera propia que no tiene nada que ver con su escudo. Su enseña es una bandera roja con una rosa silvestre amarilla en el centro (los colores del escudo nacional noruego) en un diseño conocido como «rosa de Trondheim» o «rosa de San Olaf», por la identificación del símbolo con el santo patrono de la ciudad.

## Demografía
Según los datos del Departamento Central de Estadística de Noruega, el municipio de Trondheim contaba con 184 960 habitantes el 1 de enero de 2015. El elevado número de estudiantes (cerca de un sexto de la población total) hace que el número de habitantes de la ciudad sea mayor en los hechos.
La población extranjera en Trondheim llegaba en 2006 a las 11 474 personas, lo que representaba el 7,2 % de la población total del municipio (ligeramente por debajo de la media nacional, 8,3 %). La población extranjera proviene de 148 países diferentes y la mayoría (39.8 %) de países asiáticos. El origen de la población inmigrante por país corresponde en primer lugar a Turquía (principalmente de la etnia kurda), seguido de Vietnam, Suecia, Irán e Irak.
La población de Trondheim aumenta año con año, y experimentó un crecimiento considerable desde la segunda mitad del siglo XIX. El crecimiento ha sido relativamente moderado desde la segunda mitad del siglo XX, sin tomar en consideración la fusión de 1964 con otros municipios, que resultó en un aumento de cerca del 100 % con respecto al año anterior. La tasa de crecimiento anual en los últimos 10 años tiende a incrementarse, y en el período 2007-2009 se registraron los mayores incrementos anuales por lo menos desde 1950: más de 3000 habitantes.
La religión mayoritaria es la Iglesia de Noruega. Esta institución luterana mantiene en la ciudad una de sus 11 diócesis, a la que pertenecen 20 parroquias en el municipio, y su sede es la catedral de Nidaros. Otras comunidades religiosas pequeñas incluyen a la Iglesia católica, que tiene una prelatura y catedral; la comunidad mormona; la musulmana, y una pequeña pero históricamente significativa comunidad judía, entre otras.

## Área metropolitana
El área metropolitana de Trondheim, conocida como Stor-Trondheim («Gran Trondheim»), es definida como tal por el Departamento Noruego de Estadística. Incluye 7 municipios y su población es cercana a los 260 000 habitantes, de los cuales el municipio de Trondheim aporta aproximadamente el 70 %. Es la cuarta área metropolitana noruega, por detrás de Oslo, Bergen y Stavanger.
Además de la ciudad central, el resto de los municipios incluye pequeñas localidades cercanas más o menos relacionadas económicamente con Trondheim. Como parte de la integración de esta zona metropolitana los puertos de Trondheim, Orkdal y Stjordal funcionan de manera coordinada bajo una misma administración. El aeropuerto del área metropolitana se localiza en la ciudad de Stjørdalshalsen.

## Geografía y clima

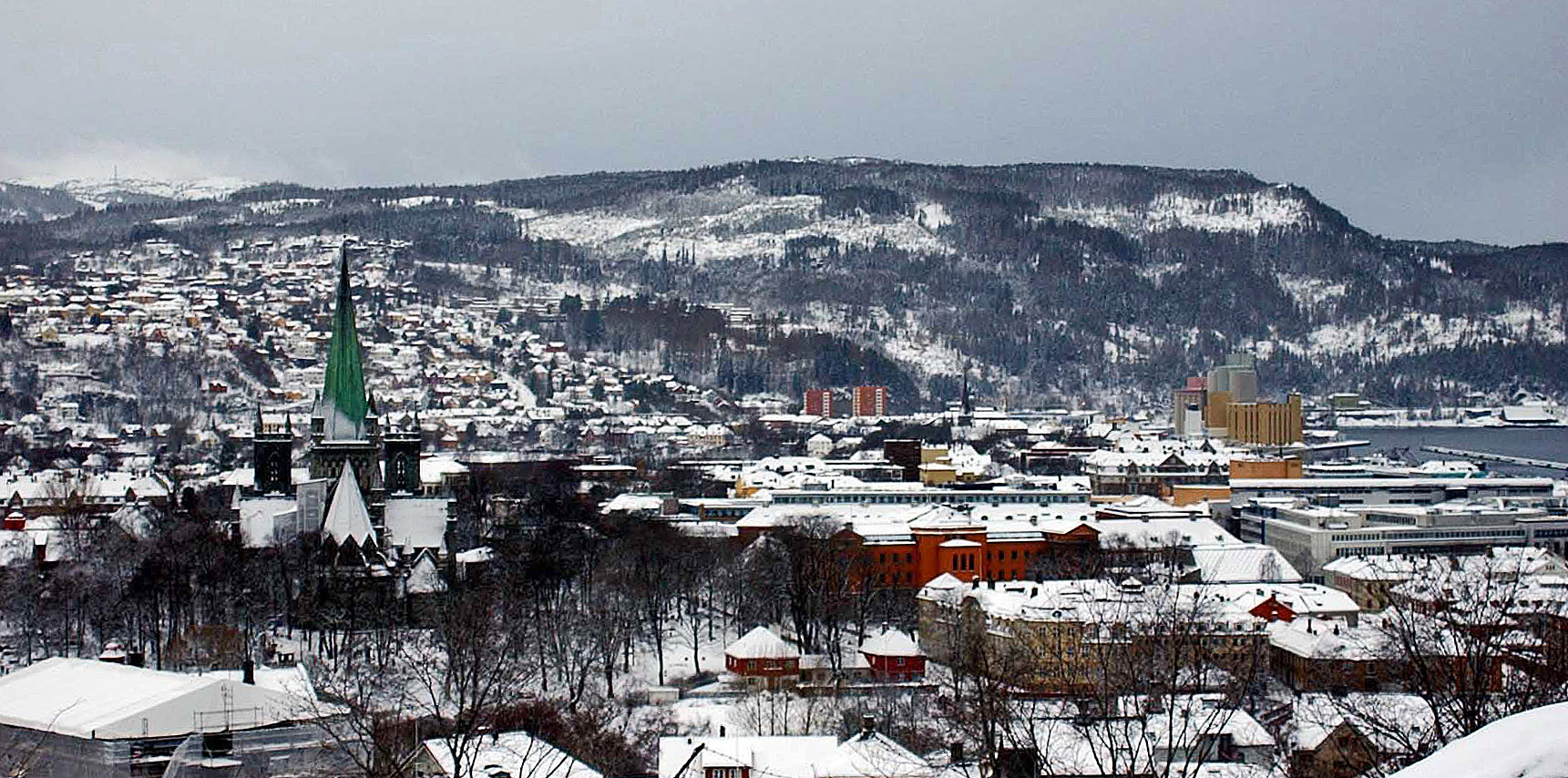
Vista panorámica de Trondheim en el invierno.

La ciudad de Trondheim está situada donde el río Nidelva («río Nid») confluye con el Trondheimsfjorden. La mayor elevación de la ciudad es la colina Storheia, con 565 metros sobre el nivel del mar. En el solsticio de verano el sol sale a las 03:00 y se pone a las 23:40, pero se mantiene justo por encima del horizonte - no hay oscuridad desde el 20 de mayo al 20 de julio. En el solsticio de invierno el sol sale a las 10:00, manteniéndose muy bajo sobre el horizonte, y se pone a las 14:30.
Trondheim tiene principalmente un clima oceánico, pero está bastante protegido de los vientos de la costa, más fuertes. La temperatura más alta registrada fue de 35 °C el 22 de julio de 1901, y la más baja fue -26.1 °C en febrero de 1899. Trondheim experimenta nevadas moderadas de noviembre a marzo, alternándose con un tiempo suave y precipitaciones. Hay de media 14 días en invierno con una capa de al menos 25 centímetros de nieve en el suelo y 22 días con una temperatura mínima de -10 °C o más baja. A menudo hay muchas más nevadas en zonas de alrededor, situadas a mayor altitud, como Byåsen y Heimdal, con buenas condiciones para esquiar en Bymarka. La primavera es a menudo bastante soleada, pero las noches suelen ser frescas o frías. La temperatura máxima durante el día puede sobrepasar los 20 °C desde principios de mayo a finales de septiembre y de media hay 34 días cada verano con temperaturas superiores a los 20 °C. Octubre es el mes más típicamente otoñal con bajas temperaturas y caída de hojas de los árboles, mientras que noviembre es mucho más oscuro y frío. La precipitación media anual es de 892 mm bastante repartida durante todo el año, aunque en septiembre y octubre llueve el doble que marzo, abril y mayo. Las temperaturas tienden a ser más altas en los últimos años. La zona de Trøndelag ha visto subir su temperatura media casi 2 °C en los últimos 25 años (2007).
| Parámetros climáticos promedio de Trondheim (1995-2013) | Parámetros climáticos promedio de Trondheim (1995-2013) | Parámetros climáticos promedio de Trondheim (1995-2013) | Parámetros climáticos promedio de Trondheim (1995-2013) | Parámetros climáticos promedio de Trondheim (1995-2013) | Parámetros climáticos promedio de Trondheim (1995-2013) | Parámetros climáticos promedio de Trondheim (1995-2013) | Parámetros climáticos promedio de Trondheim (1995-2013) | Parámetros climáticos promedio de Trondheim (1995-2013) | Parámetros climáticos promedio de Trondheim (1995-2013) | Parámetros climáticos promedio de Trondheim (1995-2013) | Parámetros climáticos promedio de Trondheim (1995-2013) | Parámetros climáticos promedio de Trondheim (1995-2013) | Parámetros climáticos promedio de Trondheim (1995-2013) |
| Mes                                                     | Ene.                                                    | Feb.                                                    | Mar.                                                    | Abr.                                                    | May.                                                    | Jun.                                                    | Jul.                                                    | Ago.                                                    | Sep.                                                    | Oct.                                                    | Nov.                                                    | Dic.                                                    | Anual                                                   |
| ------------------------------------------------------- | ------------------------------------------------------- | ------------------------------------------------------- | ------------------------------------------------------- | ------------------------------------------------------- | ------------------------------------------------------- | ------------------------------------------------------- | ------------------------------------------------------- | ------------------------------------------------------- | ------------------------------------------------------- | ------------------------------------------------------- | ------------------------------------------------------- | ------------------------------------------------------- | ------------------------------------------------------- |
| Temp. máx. abs. (°C)                                    | 12.0                                                    | 15.0                                                    | 16.0                                                    | 21.4                                                    | 28.0                                                    | 31.2                                                    | 32.5                                                    | 31.3                                                    | 26.0                                                    | 21.0                                                    | 16.1                                                    | 13.1                                                    | 32.5                                                    |
| Temp. máx. media (°C)                                   | 0.2                                                     | 1.5                                                     | 4.3                                                     | 8.6                                                     | 13.5                                                    | 16.4                                                    | 19.0                                                    | 18.2                                                    | 14.3                                                    | 8.2                                                     | 4.4                                                     | 0.7                                                     | 9.3                                                     |
| Temp. media (°C)                                        | -4.0                                                    | -2.6                                                    | 0.9                                                     | 2.3                                                     | 7.8                                                     | 11.2                                                    | 14.7                                                    | 13.0                                                    | 9.4                                                     | 4.8                                                     | 1.2                                                     | -3.4                                                    | 5.6                                                     |
| Temp. mín. media (°C)                                   | -9.0                                                    | -5.8                                                    | -3.3                                                    | 0.5                                                     | 3.6                                                     | 7.7                                                     | 10.3                                                    | 6.5                                                     | 3.0                                                     | -0.8                                                    | -5.9                                                    | -8.2                                                    | 2.3                                                     |
| Temp. mín. abs. (°C)                                    | -28.0                                                   | -25.0                                                   | -21.5                                                   | -14.0                                                   | -6.0                                                    | -1.1                                                    | 1.6                                                     | 0.1                                                     | -4.5                                                    | -12.0                                                   | -19.0                                                   | -24.0                                                   | -27.0                                                   |
| Precipitación total (mm)                                | 69                                                      | 70                                                      | 84                                                      | 46                                                      | 49                                                      | 78                                                      | 79                                                      | 82                                                      | 88                                                      | 79                                                      | 75                                                      | 71                                                      | 870                                                     |
| Días de precipitaciones (≥ 1 mm)                        | 13                                                      | 12                                                      | 13                                                      | 10                                                      | 11                                                      | 13                                                      | 12                                                      | 12                                                      | 13                                                      | 13                                                      | 12                                                      | 12                                                      | 146                                                     |
| Horas de sol                                            | 11                                                      | 65                                                      | 119                                                     | 159                                                     | 215                                                     | 197                                                     | 178                                                     | 176                                                     | 112                                                     | 62                                                      | 32                                                      | 9                                                       | 1335                                                    |
| Humedad relativa (%)                                    | 77.2                                                    | 77.0                                                    | 71.4                                                    | 67.9                                                    | 67.4                                                    | 70.9                                                    | 73.5                                                    | 75.9                                                    | 77.8                                                    | 77.8                                                    | 76.6                                                    | 76.9                                                    | 74.2                                                    |
| Fuente: Norwegian Meteorological Institute - eKlima     |                                                         |                                                         |                                                         |                                                         |                                                         |                                                         |                                                         |                                                         |                                                         |                                                         |                                                         |                                                         |                                                         |

## Economía

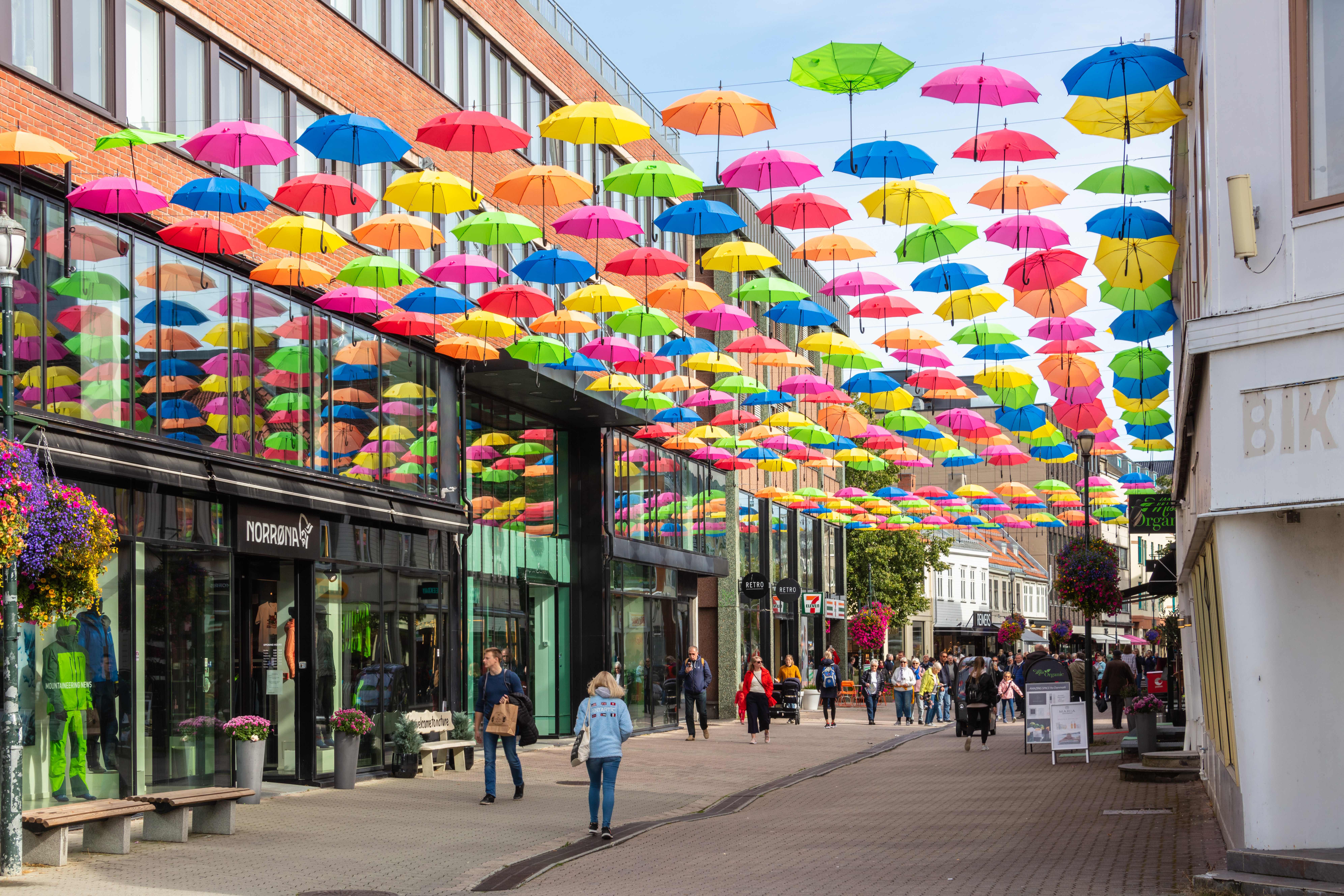
Calle comercial en Trondheim.

Históricamente, la economía de Trondheim ha girado en torno al comercio, y en la actualidad el sector servicios es la principal actividad económica. La principal empresa de la ciudad es el Grupo Reitan, dedicada al manejo de franquicias de ventas de mayoreo y menudeo. Entre las franquicias que maneja se encuentran los supermercados REMA 1000, las tiendas de conveniencia 7-Eleven y las gasolineras YX Energi, entre otros. La mayor parte de sus tiendas se localizan en Noruega, pero tiene también ramas en Dinamarca, Suecia y Letonia. Entre las instituciones de crédito son dignas de mención el Fokusbank (una rama del danés Danske Bank) y el SpareBank 1 SMN, el mayor de la Noruega Central. Las instituciones educativas de Trondheim, en especial la Universidad Noruega de Ciencia y Tecnología y el Colegio Universitario de Sør-Trøndelag suponen una importante fuente de empleo para la ciudad.

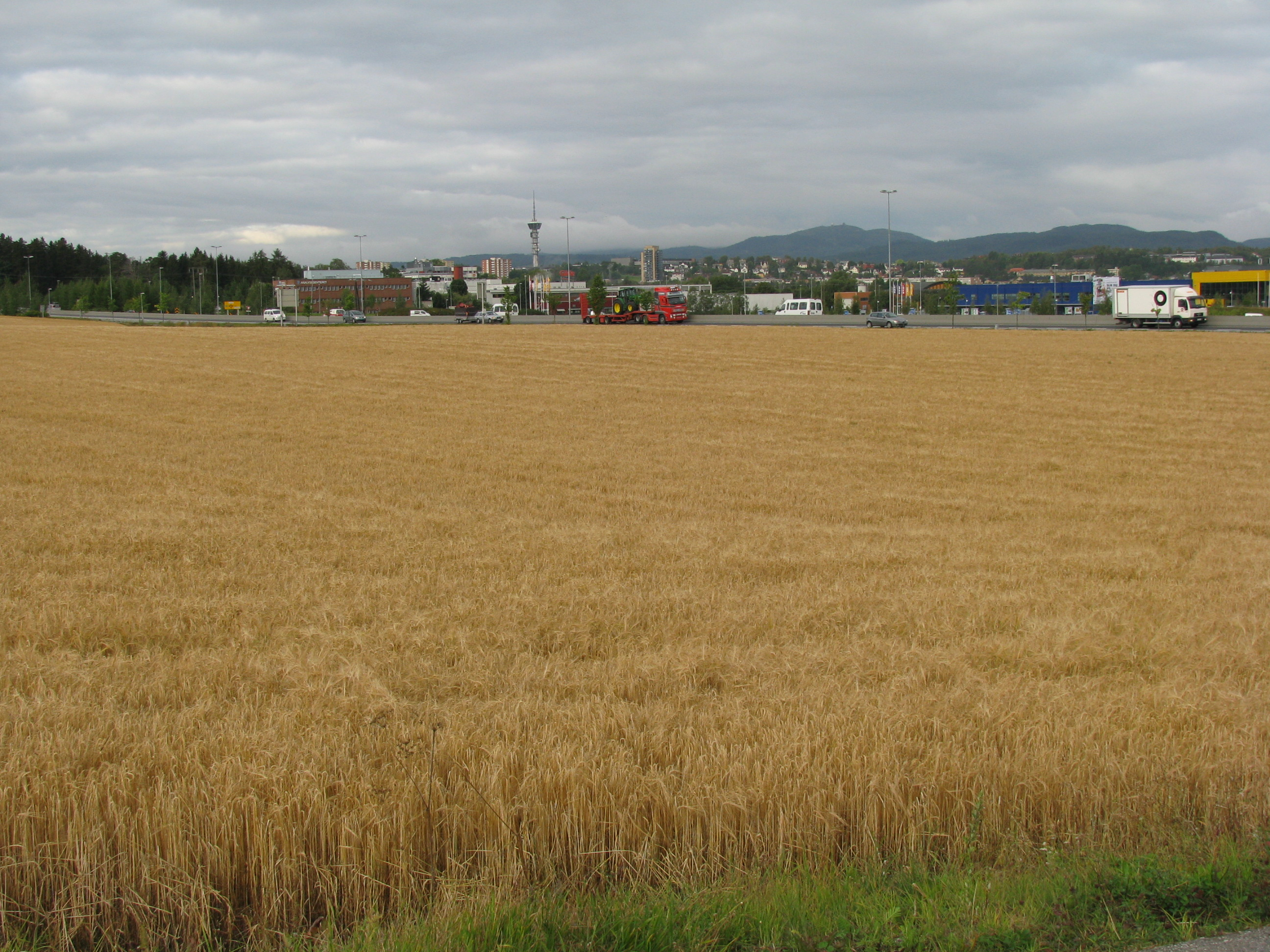
Campo de cereal en plena zona urbana de Trondheim.

Localizada en una zona privilegiada para las actividades agropecuarias, existe aún la práctica de la agricultura en las partes rurales de Trondheim. Los terrenos agrícolas suponían, en 2007, el 17 % de la superficie del municipio, y este era el de mayor producción de cereales de Sør-Trøndelag. Los principales productos agrícolas son cereales, forrajes y en tercer lugar lácteos.
En Trondheim existen las empresas Tine Midt Norge, de lácteos, Gilde, de cárnicos y la cooperativa Felleskjøpet, que vende productos para la agricultura y alimentos para animales. De gran tradición son una fábrica de cerveza y una de chocolates.
Asimismo, existe cierta actividad de la industria pesada, del transporte, eléctrica y de la industria pesquera.

## Educación e investigación

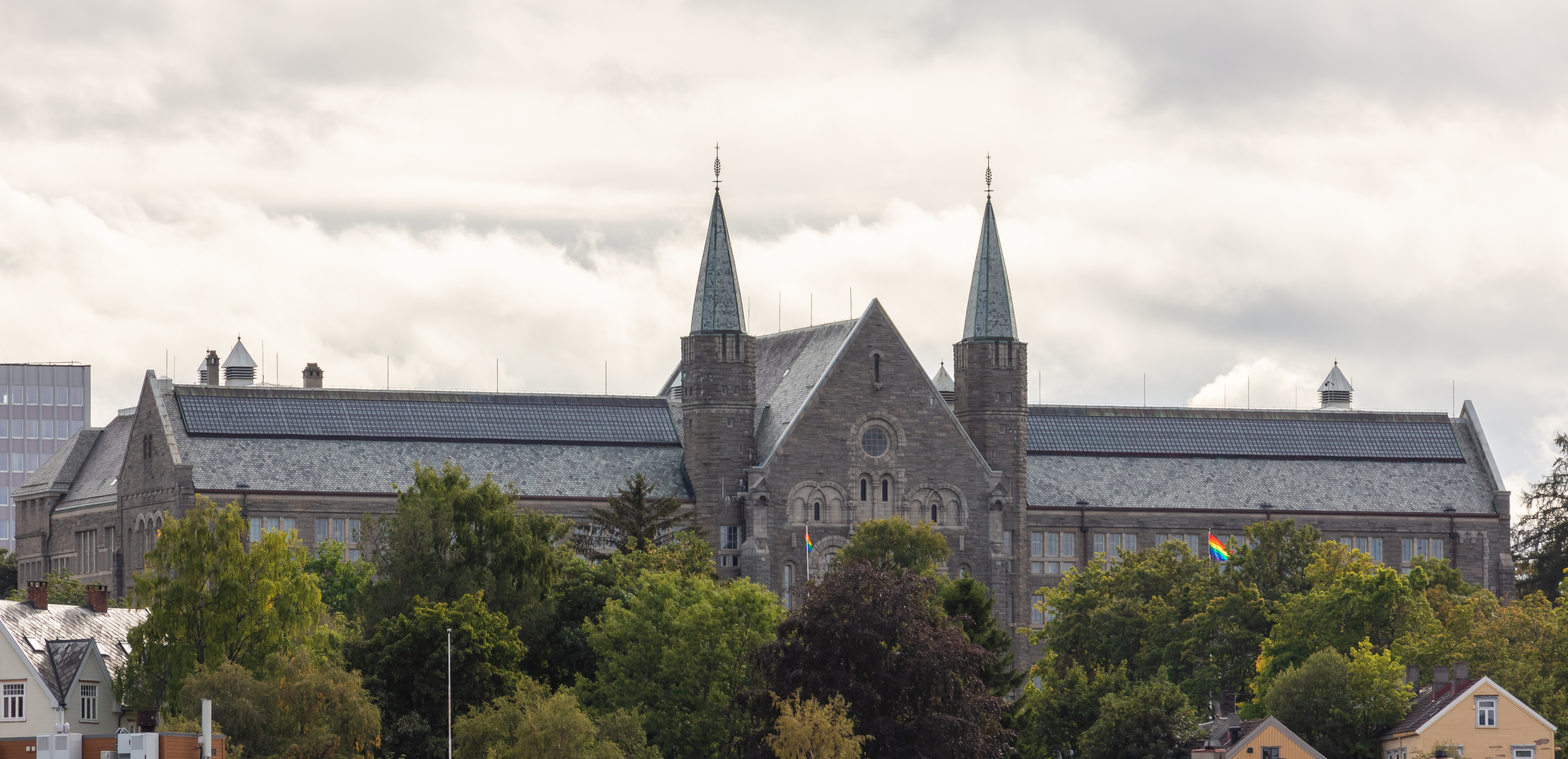
Universidad Noruega de Ciencia y Tecnología.

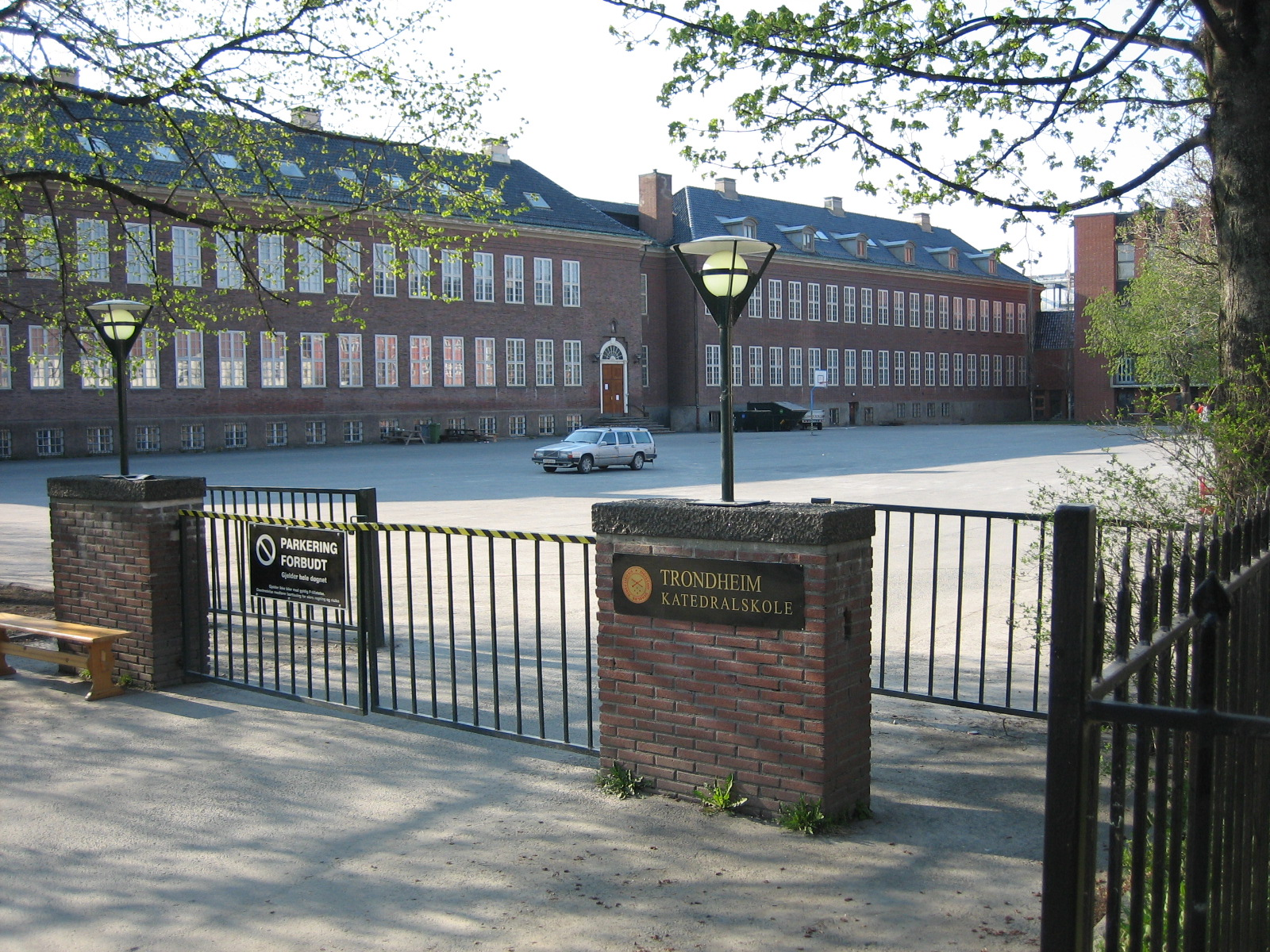
Escuela Catedralicia de Trondheim, la escuela más antigua de Noruega.

Existen 11 escuelas de bachillerato (gymnasium); entre ellas, la Escuela Catedralicia de Trondheim, fundada en 1152, destaca por ser el centro educativo más antiguo de Noruega.
Trondheim es sede de la Universidad Noruega de Ciencia y Tecnología (Norges Teknisk-Naturvitenskapelige Universitet, abreviado NTNU), una institución nacional y la segunda más grande de Noruega, con unos 20 000 estudiantes. La universidad cuenta con varios campus en toda la ciudad, especializados en ingeniería y ciencias; ciencias sociales y humanidades, ciencias naturales, tecnología marina, además del Hospital Universitario San Olaf para medicina; la Academia de Artes de Trondheim para las artes visuales, y el Conservatorio de Trondheim para música. La Universidad cuenta además con la mayor biblioteca de libros de ingeniería de toda Noruega.
Otra institución pública de prestigio es el Colegio Universitario de Sør-Trøndelag (Høgskolen i Sør-Trøndelag, abreviado HiST), con 7000 estudiantes matriculados y seis campus. Tanto la NTNU como el HiT reciben cotidianamente miles de estudiantes procedentes de todo el país, lo que significa que la población de la ciudad es poco mayor de las cifras oficiales.
Otras dos escuelas dignas de mención son de carácter privado. Una de ellas es un campus de la prestigiosa Escuela de Comercio BI, y la otra es el Colegio Reina Maud para la Enseñanza Preescolar, el único especializado en formación de profesores de educación preescolar y una de las más antiguas en el ramo, financiada por la Iglesia de Noruega.
SINTEF, el organismo de investigación independiente más grande de Escandinavia, tiene 1800 empleados, de los cuales 1300 se localizan en Trondheim. La compañía petrolera Statoil tiene un centro de investigación. Finalmente, la Academia de la Real Fuerza Aérea Noruega se localiza en Kuhaugen.

### Importancia de las nuevas tecnologías
Trondheim es una de las ciudades con mayor penetración de las nuevas tecnologías a nivel mundial, particularmente en lo referente al acceso a Internet. Esto ha sido propiciado principalmente por la universidad NTNU, que fue una de las primeras entidades en conectarse a Internet (de hecho, dicha universidad disponía en su momento de una dirección IP de clase A).
El alto nivel de acceso a las nuevas tecnologías, junto con el tremendo número de ingenieros informáticos formados anualmente en la ciudad, ha propiciado que en Trondheim se hayan instalado varias empresas, como Google, Yahoo, Opera o Sun Microsystems.

## Museos

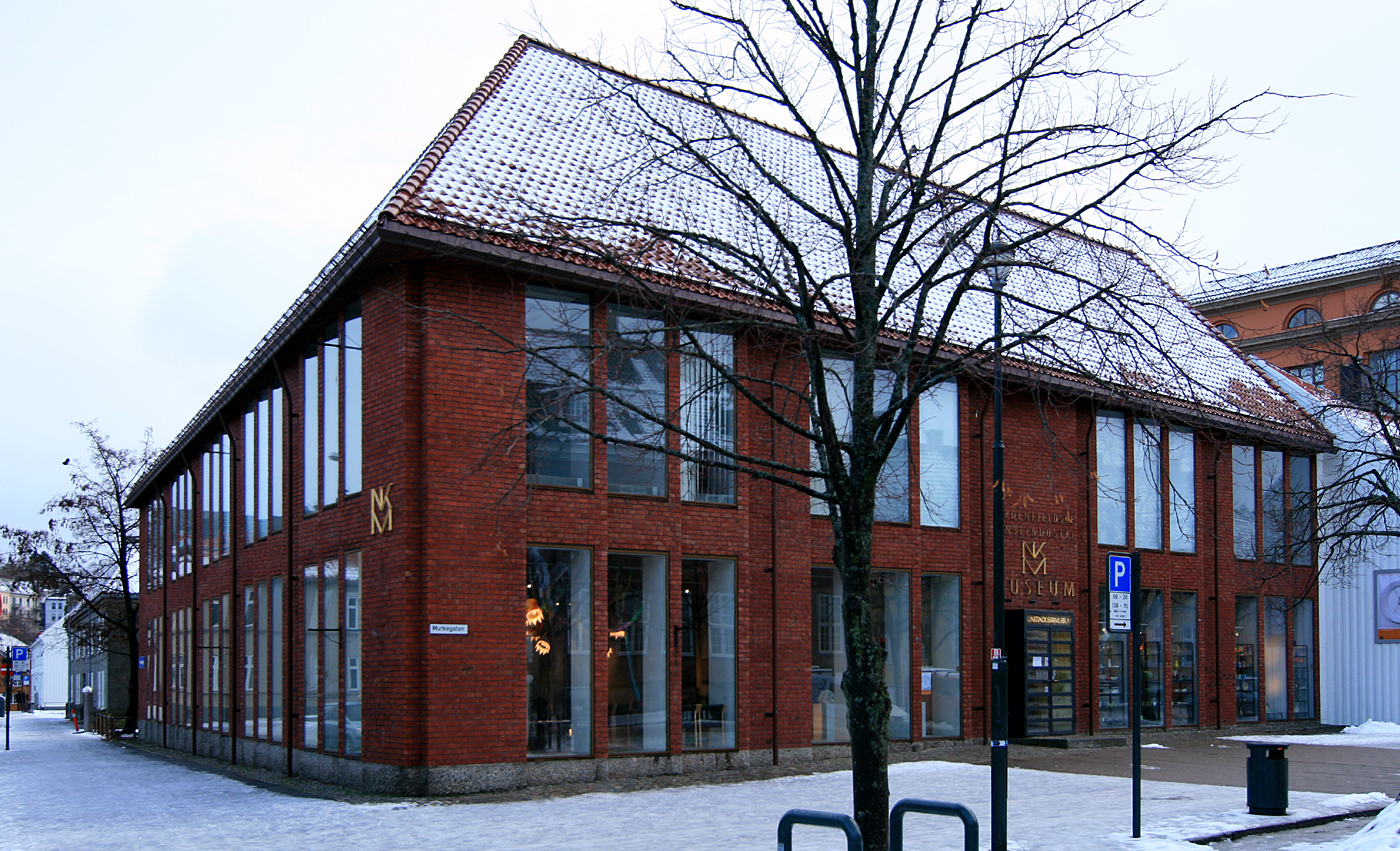
Museo Nacional de Artes Decorativas.

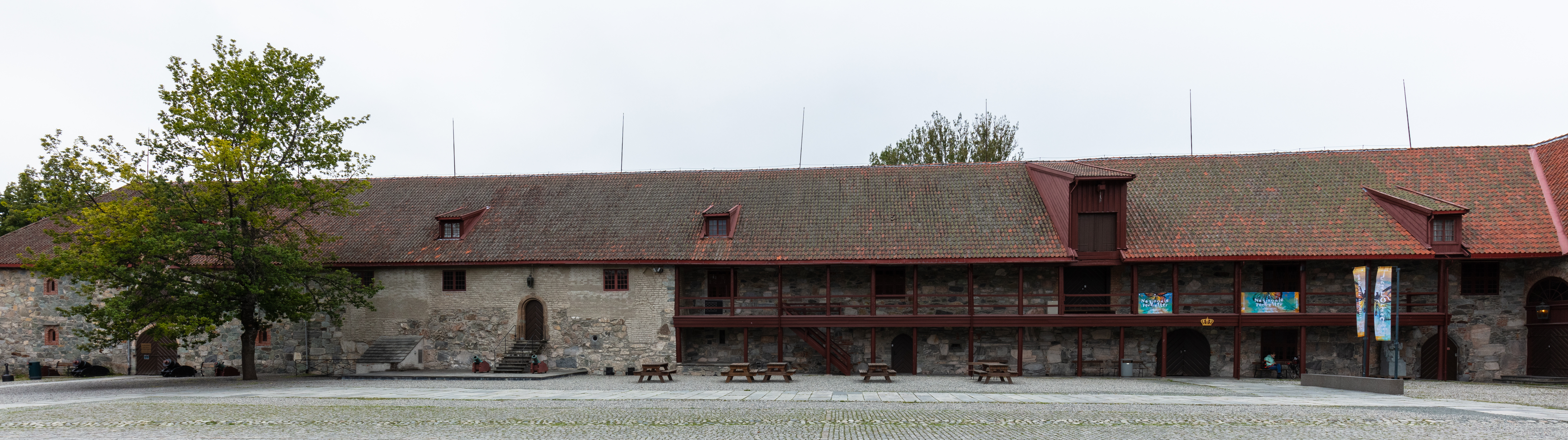
Museo del Palacio del Arzobispo.

El Museo de Arte de Trondheim cuenta con la tercera mayor colección pública de arte en Noruega, principalmente obras de arte noruegas de los últimos 150 años. El Museo Nacional de Artes Decorativas alberga una amplia colección del género, así como la única exhibición permanente en Noruega de artes y artesanías japonesas. El Museo Popular de Trøndelag, localizado en las faldas de lo que fue la fortaleza de Sverresborg, es un museo al aire libre que incluye unos 60 edificios que dan cuenta de la historia cultural de la región. Del Museo Popular también depende el Museo Nacional de Sordos y el Museo de la Navegación.
El Palacio del Arzobispo, que fuera la residencia de los arzobispos católicos de Nidaros, cuenta con un museo de sitio de historia y arte religiosos; un museo militar y la sala de exhibición de las joyas de la corona noruega.
El Centro de Ciencia de Trondheim es un museo interactivo referente a las ciencias. El Museo de Historia Natural y Arqueología, fundado por la Real Sociedad Científica de Noruega, pertenece a la NTNU. Hay también una variedad de pequeños museos de historia, ciencia e historia natural, como por ejemplo el Museo Marítimo de Trondheim, adyacente al palacio del Arzobispo; el Museo Ringve, con su colección de instrumentos musicales y jardín botánico; el Museo del Tranvía de Trondheim, y el Museo Judío, en la sinagoga de la ciudad, una de las más norteñas del mundo.
Además hay algunas galerías privadas de arte contemporáneo y diseño.

## Cultura

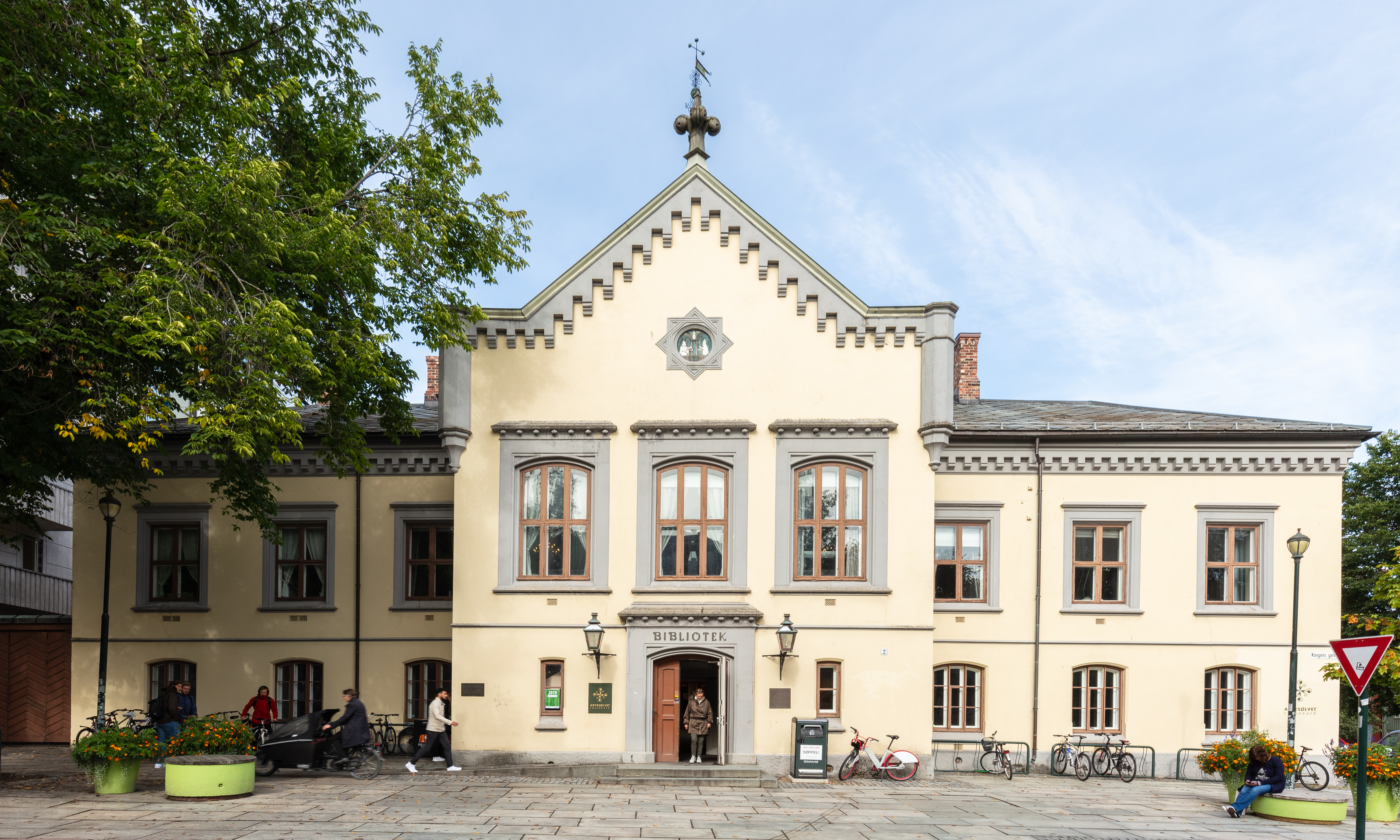
Antiguo ayuntamiento, en la actualidad biblioteca.

La Biblioteca Pública de Trondheim fue inaugurada en 1908 y es además la biblioteca pública que sirve a todo Sør-Trøndelag. Su inmueble principal es el viejo ayuntamiento y cuenta con cinco sucursales en la ciudad. El servicio de préstamo mueve aproximadamente 1 130 000 volúmenes anualmente.

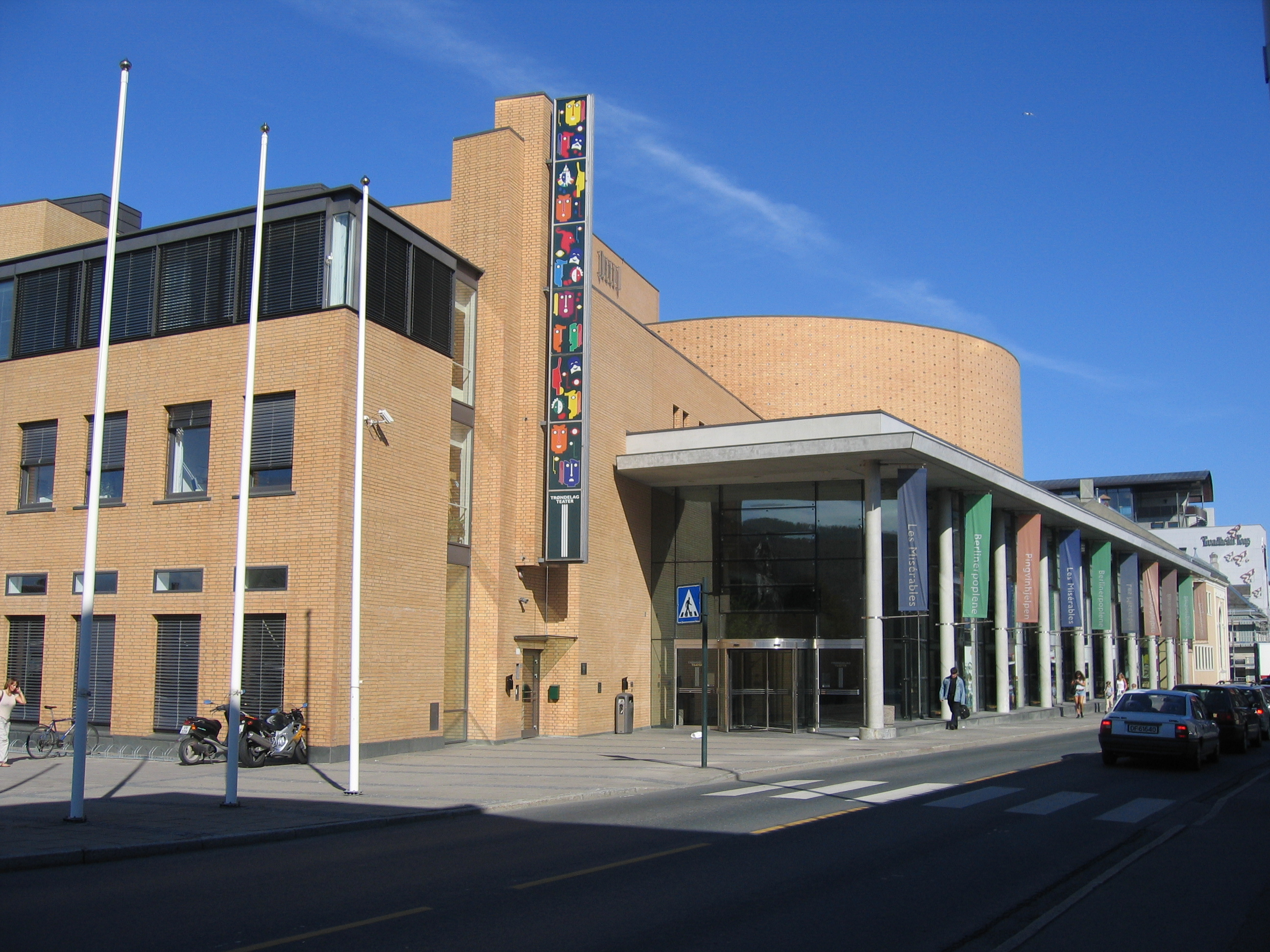
El moderno Teatro de Trøndelag.

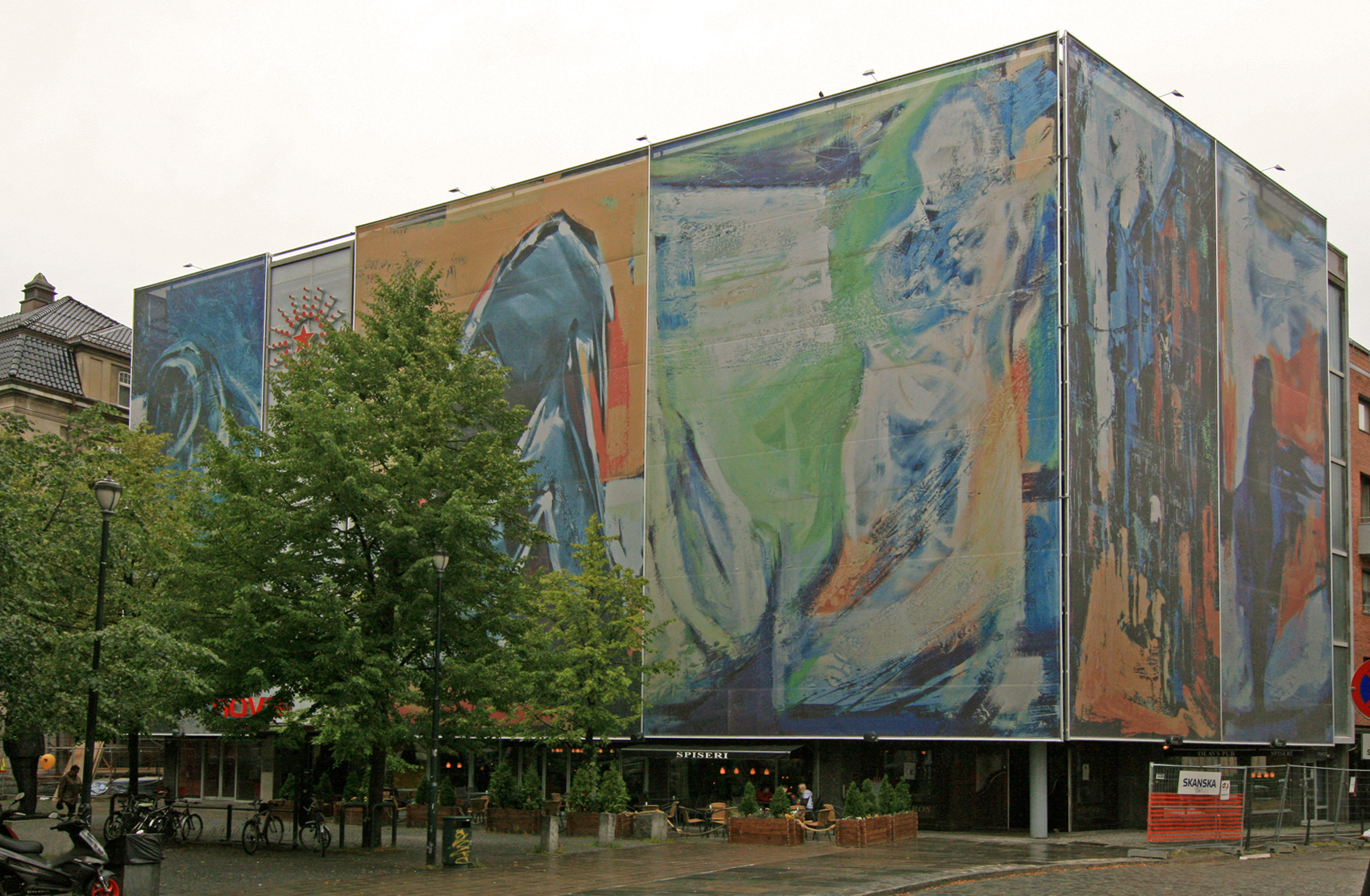
Nova kinosenter.

El Teatro de Trøndelag es el principal teatro regional, y data desde 1816, aunque en 1997 fue trasladado a nuevas y modernas instalaciones. Puede albergar representaciones teatrales, dancísticas y musicales de gran escala. Hay otros teatros en Trondheim, como el Avant Garden y el Fusentast.
La NTNU cuenta con su propia compañía de danza. Hay también asociaciones que promueven las danzas folclóricas, así como clubes independientes de diversos géneros.
Los dos cines de Trondheim, Prinsens kino y Nova kinosenter pertenecen a la compañía municipal de cine de Trondheim (Trondheim kino), fundada en 1918. En conjunto tienen 13 salas de distintos tamaños, que también pueden utilizarse con otros fines culturales y sociales. La compañía organiza anualmente el festival internacional Kosmorama, en la primera mitad de marzo. El Cineclub de Trondheim y la Cinemateket, son dos organizaciones independientes que forman parte de la Asociación de Cineclubes Noruegos. El primero hace uso del viejo cine Rosendal, un inmueble de los años 1920, y la segunda del Nova kinosenter y la iglesia de Nuestra Señora.
En Trondheim hay una amplia comunidad musical de rock, jazz y música clásica. Los dos últimos géneros son encabezados por el conservatorio de la Universidad y la escuela de música municipal, y los escaparates más conocidos son la Orquesta Sinfónica de Trondheim y el ensamble Los Solistas de Trondheim (Trondheimsolistene). Entre los artistas clásicos procedentes de la ciudad pueden citarse los violinistas Arve Tellefsen, Elise Båtnes y Marianne Thorsen, y el Coro de Niños de la Catedral de Nidaros. El tubista Øystein Baadsvik, con gran proyección internacional, nació e inició sus estudios en Trondheim.
Artistas y bandas de pop/rock relacionados con Trondheim son Åge Aleksandersen, Margaret Berger, DumDum Boys, Gåte, Keep of Kalessin, Lumsk, Motorpsycho, Kari Rueslåtten, The 3rd and the Mortal, TNT, Tre Små Kinesere, The Kids, y Malin Reitan.
El equipo de producción musical Stargate tuvo sus orígenes en Trondheim.
El festival más importante de Trondheim es el Festival de San Olaf (Olavsfestdagene), que tiene lugar en los 10 días alrededor del 29 de julio, día de San Olaf. Esta celebración de orígenes patronales integra exhibiciones musicales de diversos géneros y piezas teatrales que se desarrollan en los principales sitios culturales de la ciudad y reúnen varios cientos de artistas noruegos e internacionales. También hay celebraciones religiosas, recreaciones medievales y una feria comercial.

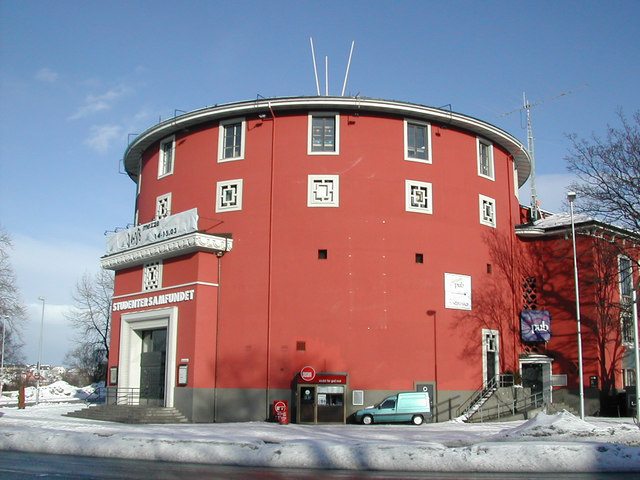
Edificio de la Asociación de Estudiantes de Trondheim.

Otros festivales importantes son el Festival de Jazz de Trondheim, celebrado en la segunda semana de mayo, y el Festival de Música de Cámara, a finales de septiembre.
Como cerca de una quinta parte de su población son estudiantes, en Trondheim tiene mucha influencia la cultura estudiantil. De hecho, la Asociación de Estudiantes de Trondheim es la mayor de toda Noruega. La cultura estudiantil de Trondheim se caracteriza por su larga tradición de voluntariado, y en la organización de la asociación participan más de 1200 voluntarios. Los estudiantes de Trondheim organizan también dos grandes festivales culturales cada dos años: el UKA (La Semana), el mayor festival cultural de Noruega, y el ISFiT (Festival Estudiantil Internacional de Trondheim), que con sus temas globales atrae a la ciudad a representantes de decenas de países y a personalidades de renombre internacional.
Los estudiantes de Trondheim son miembros de la Asociación para el Bienestar de los Estudiantes de Trondheim, uno de los 25 órganos de su tipo en el país.

### Deporte y ocio

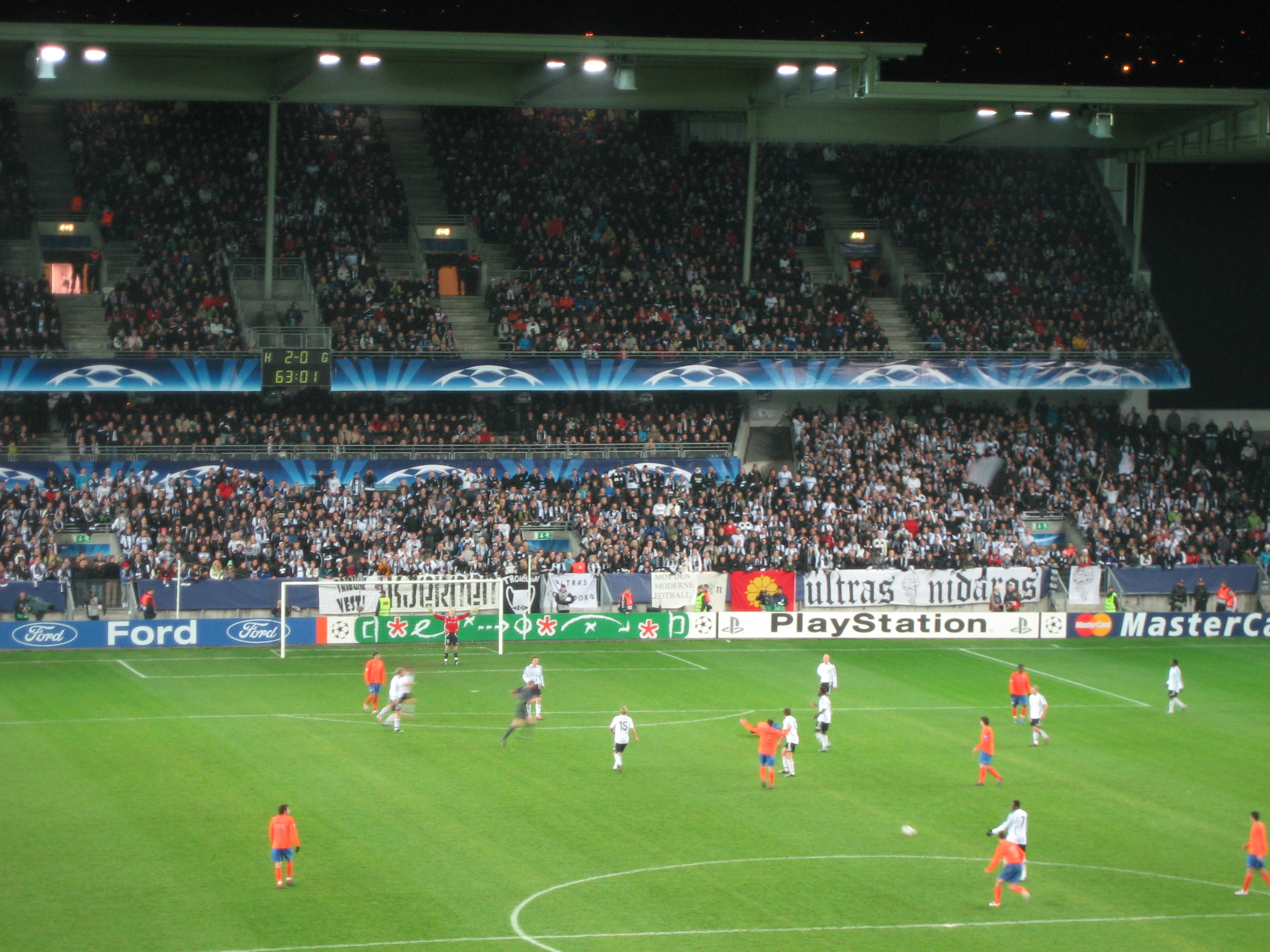
El Rosenborg (de blanco y negro) contra el Valencia, en partido de la Liga de la UEFA en el Lerkendal Stadion (2007).

Trondheim es la sede del Rosenborg Ballklub (abreviado RBK), un equipo de fútbol procedente del barrio de Rosenborg y el que más títulos ha ganado en la Tippeligaen de Noruega. Asimismo es uno de los equipos europeos con mayor participación en la Liga de Campeones de la UEFA. Su estadio es el Lerkendal Stadion. El club de fútbol más antiguo de Trondheim, sin embargo, es el FK Kvik, fundado en 1900 y actualmente parte de la tercera división.
Trondheim tiene en 2010 dos clubes en la Toppserien, la liga mayor de fútbol femenino: Trondheims-Ørn (Águilas de Trondheim) y el Kattem Idrettslag. El primero es uno de los clubes femeninos de fútbol más famosos de Noruega y tiene el récord de títulos en la Toppserien.
El mayor club deportivo de Trondheim y uno de los más grandes de Noruega es el NTNUI, el club universitario de la NTNU, que cuenta con 10 000 miembros y más de 50 deportes. Otros clubes deportivos importantes son el Byåsen Idrettslag y el Strindheim Idrettslag, que al igual que Trondheims-Ørn y Kattem Idrettslag, tienen opciones deportivas como fútbol, balonmano y atletismo, entre otros deportes, tanto en categoría femenina como masculina y para diversas edades.

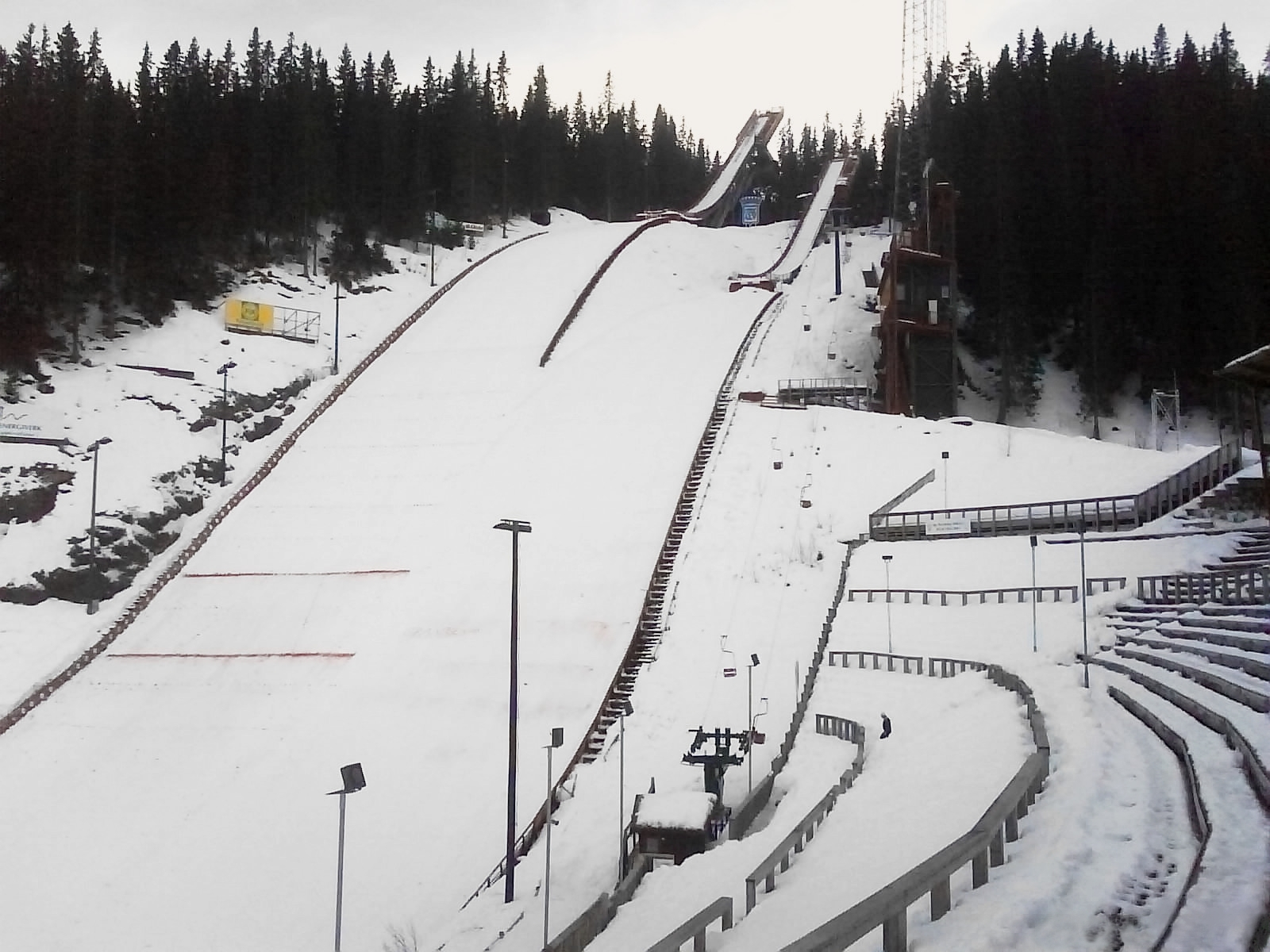
La plataforma de salto de esquí de Granåsen.

Hay una intensa actividad de deportes de invierno. El Trondhjems Skiklub (Club de Esquí de Trondhjem), fundado a finales del siglo XIX, es el club consagrado a esas actividades. En Bymarka y el área de Estenstadmarka se realizan competencias y pruebas de esquí de fondo, y en la plataforma de Granåsen, salto de esquí; también hay posibilidades de esquí alpino en la montaña Vassfjellet. Trondheim fue sede del Campeonato Mundial de Esquí Nórdico de 1997. En febrero de 2004 el campeonato mundial de sprint se celebró en las calles de la ciudad y en 2006 aquí se llevó a cabo el Campeonato Nacional de Biatlón.
El club de hockey sobre hielo Rosenborg juega en la Primera División (la segunda categoría), y es sucesor del una vez campeón de la liga de élite Trondheim Black Panthers, desaparecido en 2008.
El senderismo es una actividad popular en las áreas montañosas próximas a la ciudad, como Trollheimen, Dovrefjell y Sylane. Existe también un campo de golf de 9 hoyos en el límite de Bymarka y otro de 18 hoyos en las cercanías de Byneset.
La pesca de salmón goza también de adeptos. El récord en el río Nidelva es de 31,8 kg. El río Gaula, uno de los mejores ríos para pescar salmón en Europa, desemboca en Gaulosen (una ramificación del fiordo de Trondheim), en el municipio de Trondheim, al sur del centro de la ciudad.

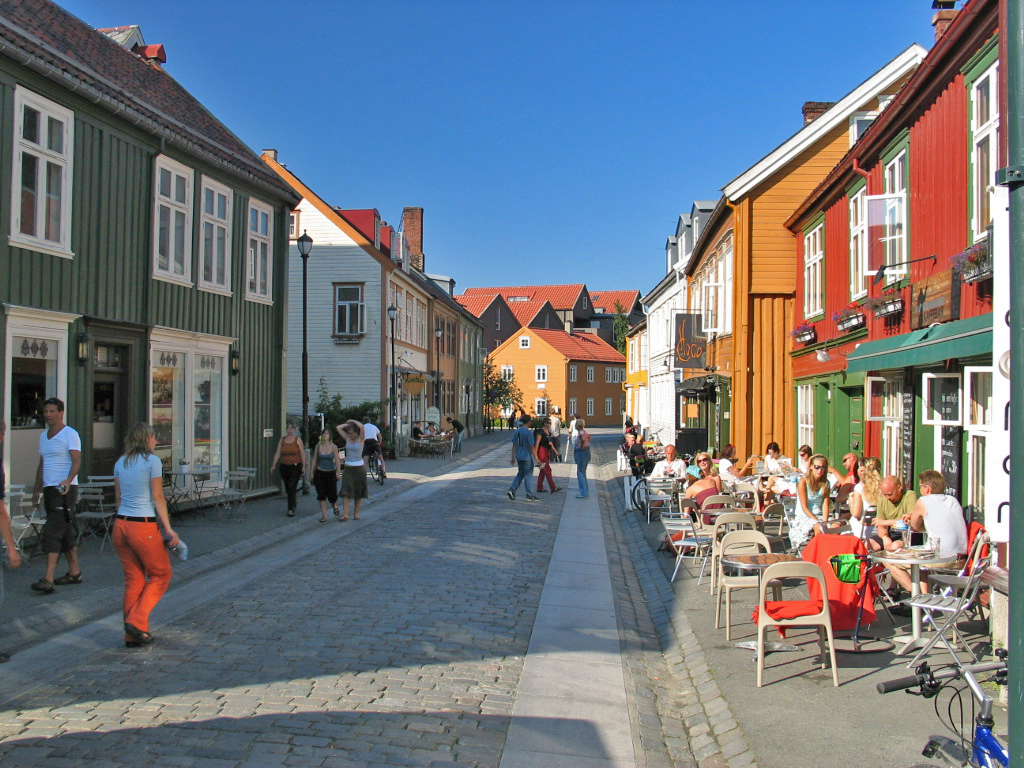
Zona de cafeterías en el barrio de Bakklandet.

Trondheim ofrece una amplia variedad de restaurantes y bares. Hay establecimientos de cocina internacional, de cocina noruega y de comida rápida, desde los exclusivos hasta de bajo coste. Se ubican principalmente en el centro y en los barrios de Bakklandet y Solsiden. Son también típicas las cafeterías de terraza y los piano bares. La ciudad ofrece muchas posibilidades de vida nocturna, con establecimientos de música en vivo y populares discotecas de diversos géneros musicales y de culturas urbanas.

### Monumentos
Catedral de Nidaros

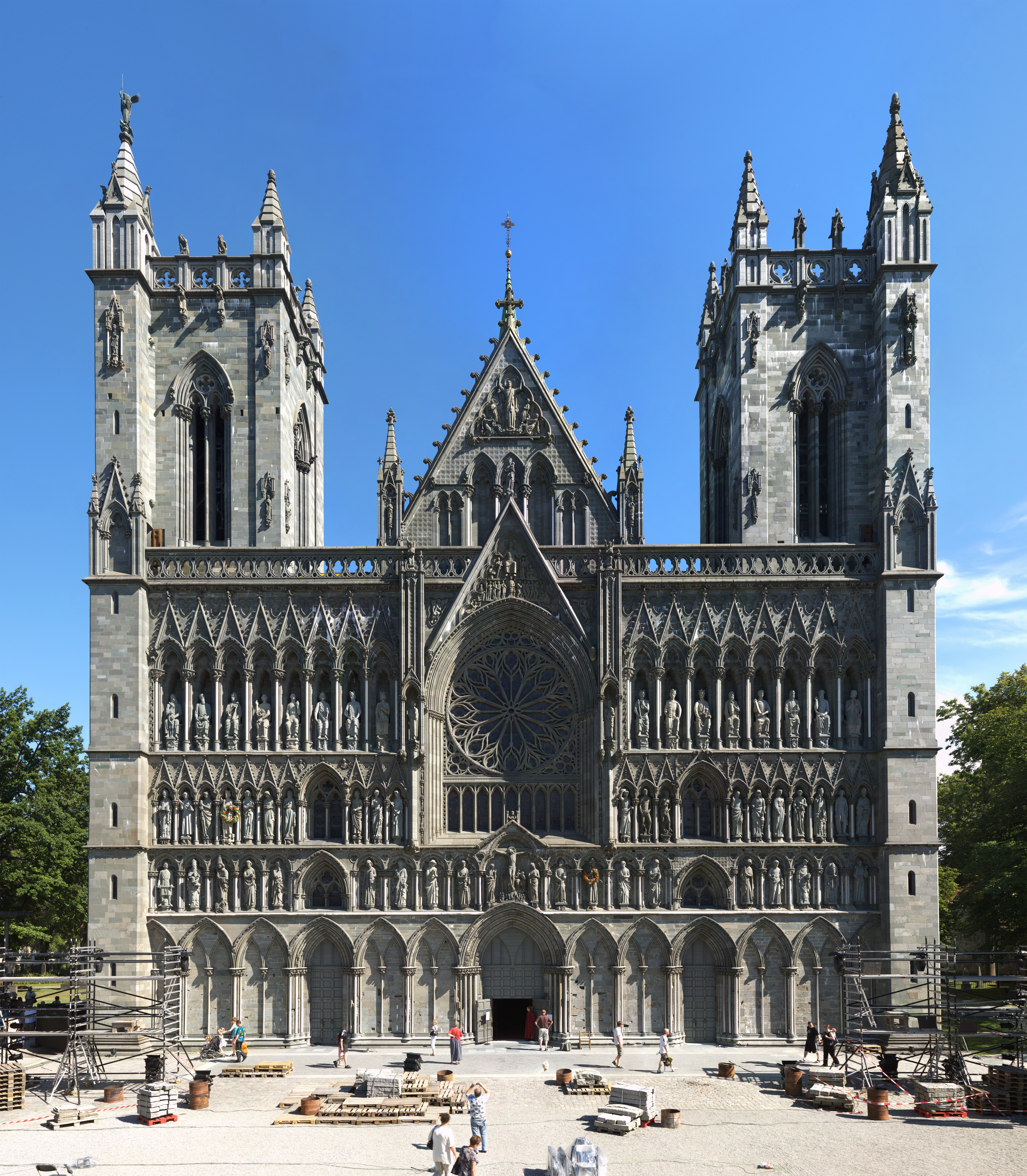
La Fachada principal de la catedral de Nidaros.

La catedral es famosa por ser el principal templo de Noruega y uno de los principales monumentos históricos del país. Actualmente es una iglesia luterana, pero en la Edad Media fue un importante centro de peregrinación de la Iglesia católica, pues en ella se encontraba la tumba de San Olaf, el patrono de Noruega. Es uno de los mayores templos de todos los países nórdicos. Está construida fundamentalmente en estilo gótico de inspiración inglesa, aunque buena parte del edificio es una reconstrucción de los siglos XIX y XX financiada directamente por el Estado en aras de recuperar la dignidad del monumento, que permaneció por siglos en un estado ruinoso.
Palacio del arzobispo
Muy ligado con la historia de la catedral está el palacio del arzobispo, adyacente a la primera. Algunas partes de su estructura conservan ciertas características románicas. Antes de la reforma, fue la residencia de los poderosos arzobispos de Nidaros. Posteriormente, cuando Noruega estaba unida a Dinamarca, fue sede de los representantes del rey en la ciudad y luego cuartel general del ejército. Hoy en día es un museo histórico y sitio de diversos eventos culturales.
Iglesia de Nuestra Señora

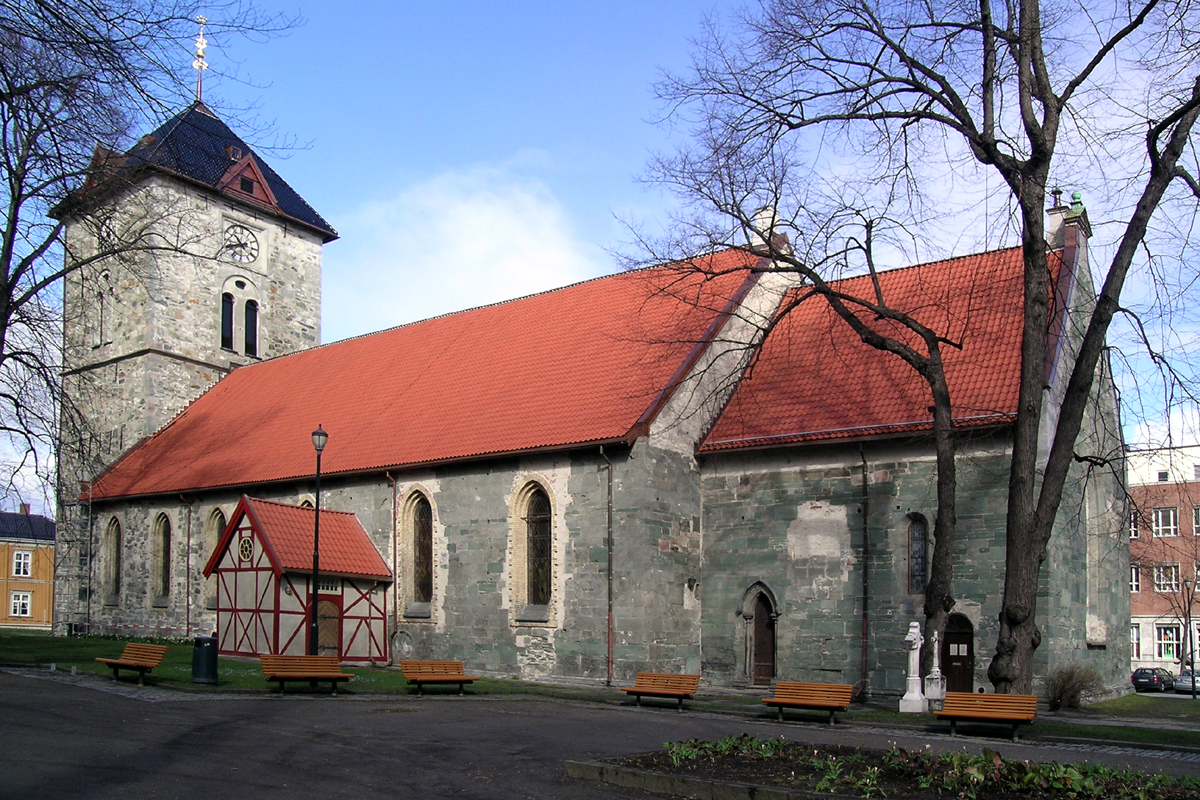
Iglesia de Nuestra Señora.

Además de la catedral, el otro templo medieval de la ciudad es la iglesia de Nuestra Señora. Esta es un templo que data de inicios del siglo XII y que después de las catedrales de Nidaros y de Stavanger, es el mayor templo medieval de Noruega. Su estilo artístico, románico y gótico, ha sido intervenido en varias ocasiones por remodelaciones y ampliaciones que introdujeron aspectos barrocos y neogóticos.
Otras iglesias medievales
Fuera del casco histórico de la ciudad de Trondheim, en antiguas localidades que fueron absorbidas por el municipio, se encuentran la iglesia de Lade, al oriente de la zona metropolitana, y la iglesia de Byneset, en un resquicio rural del occidente del municipio. Son dos pequeñas iglesias románicas de piedra que datan de la segunda mitad del siglo XII y que exhiben una notable austeridad típica de las iglesias rurales noruegas.
Mención aparte merece la iglesia de madera de Haltdalen, una pequeña y sencilla stavkirke (iglesia de madera) que data del siglo XII. En realidad no es originaria de Trondheim, sino de Holtålen, un municipio al sureste de la ciudad, pero hoy es la atracción principal del Museo Popular de Trøndelag.
Arquitectura monumental en madera

El bryggen, junto al río Nidelva.

En el centro y zonas adyacentes, como Bakklandet e Ila, aún perviven numerosas edificaciones de madera. Varias de ellas son palacios y casonas de los siglos XVII y XVIII que servían de vivienda a los comerciantes adinerados de la ciudad y que presentan motivos barrocos, neoclásicos y del estilo imperio. Entre ellos se pueden mencionar el Stiftsgården, actualmente un palacio de la familia real noruega; la Sukkerhuset («casa del azúcar»), una antigua refinería azucarera que se benefició del comercio con las Indias Occidentales Danesas; la Tronka, un antiguo hospital para enfermos mentales; el Sommergården, actualmente una farmacia; el Hornemansgården, la Weisenhuset, y las iglesias de Leinstrand, Bakke y del hospital, entre otros.
La zona de los antiguos almacenes comerciales, conocida como bryggen («el embarcadero»), a ambos lados del río Nidelva, es uno de los lugares más típicos de Trondheim. Son edificios de madera parcialmente construidos sobre el río. Hoy son ocupados por viviendas y locales comerciales y están, como todo el patrimonio de madera de Trondheim, en constante amenaza de incendios.

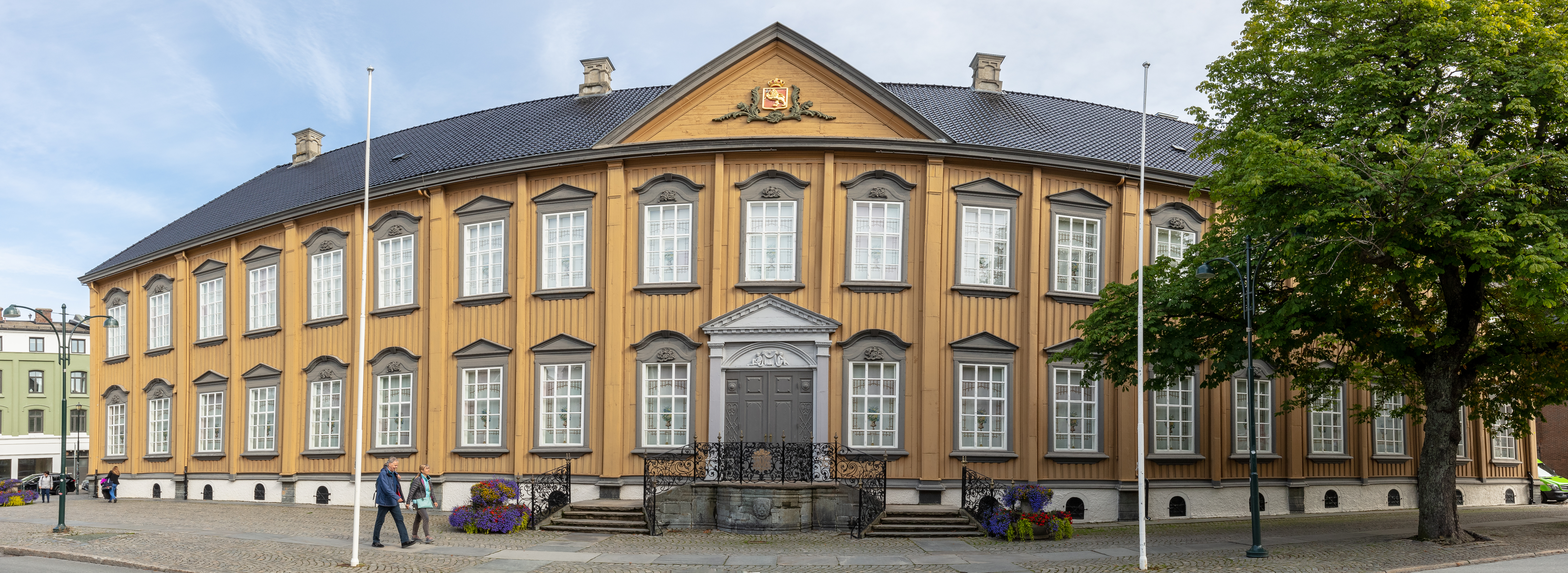
Stiftsgården
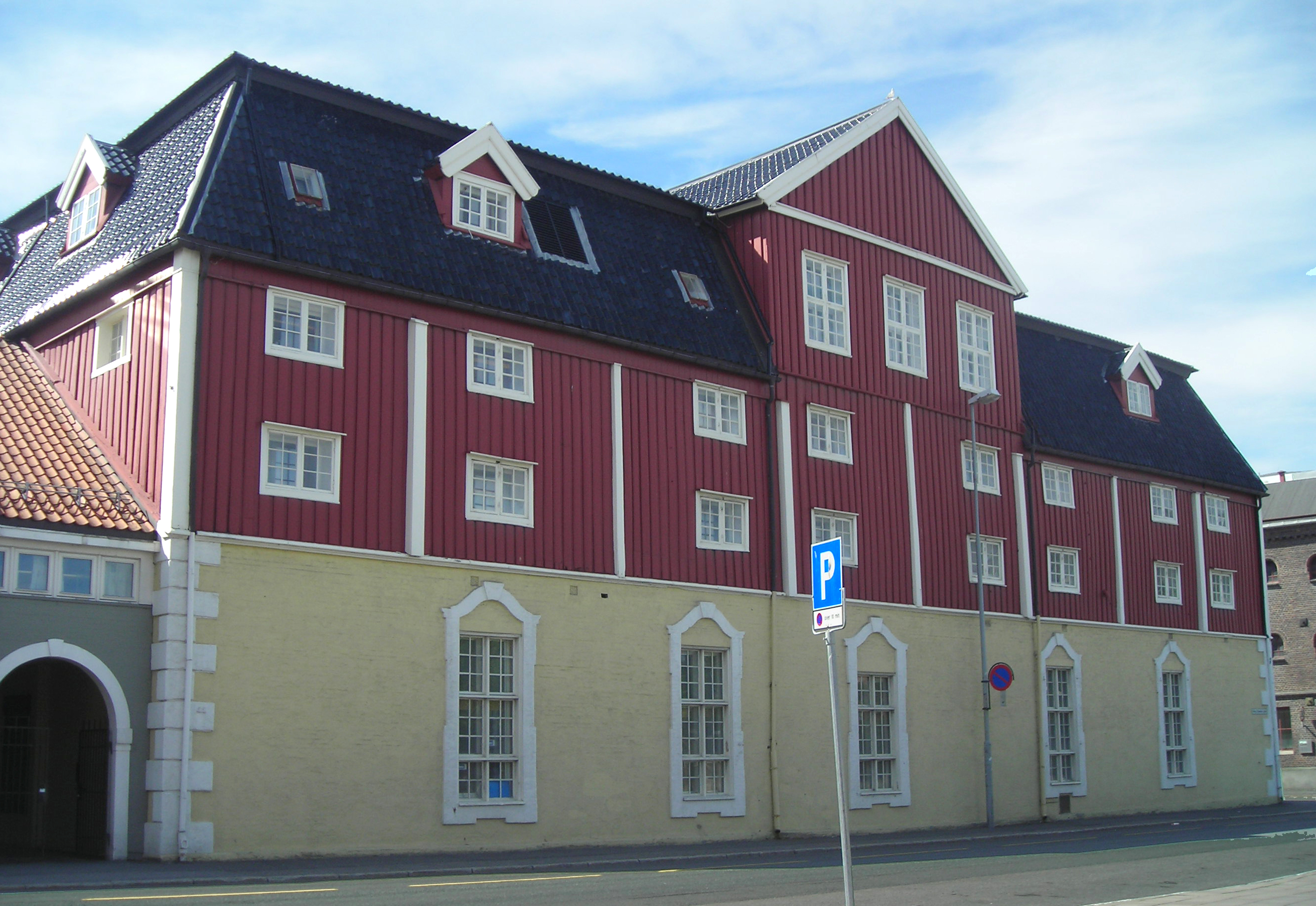
Sukkerhuset
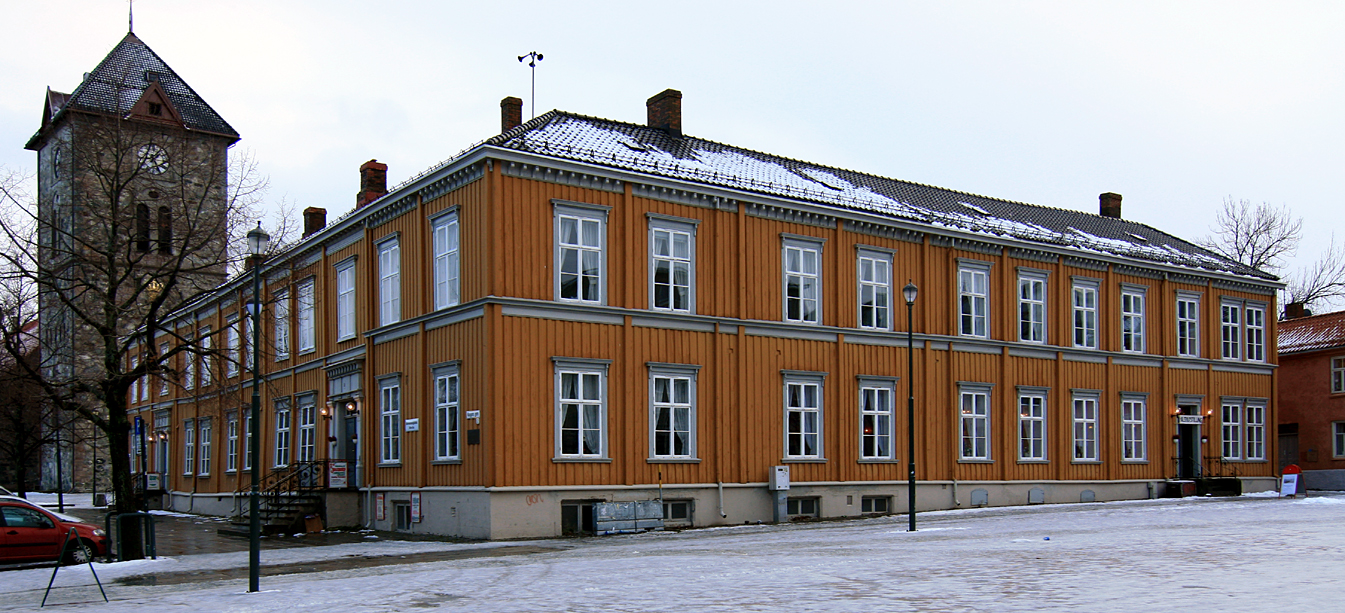
Hornemansgården
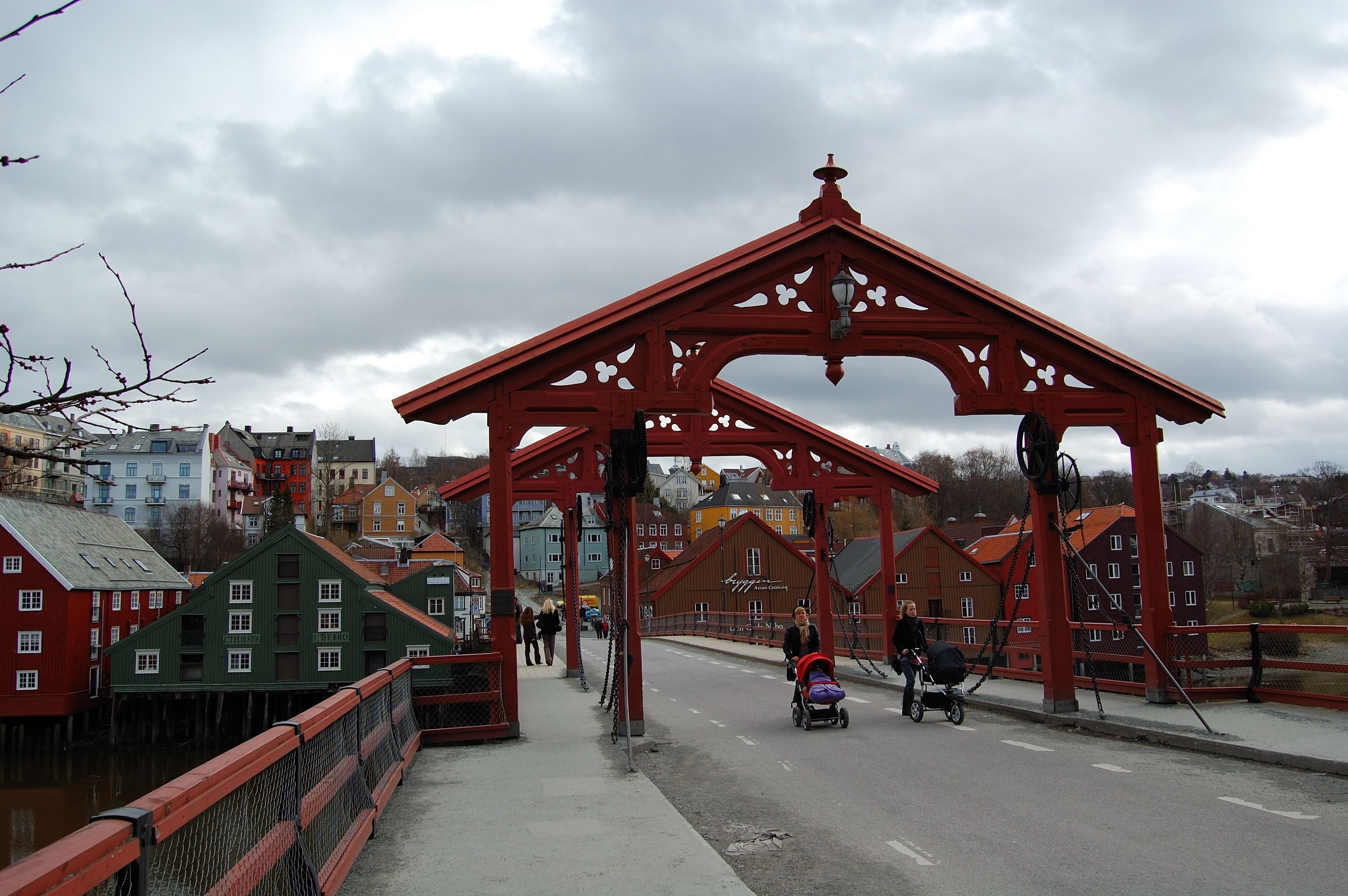
Puente viejo

Arquitectura militar
En el lugar más estrecho de la península donde se localiza el casco histórico de Trondheim, hubo desde finales del siglo XII una pequeña fortificación defensiva de madera, que en la década de 1640 fue reconstruida en piedra. Esa fortificación, llamada Skansen (literalmente, «el fortín»), era la defensa de la ciudad por el occidente. Aún son visibles sus restos y algunos cañones en lo que hoy es un parque.

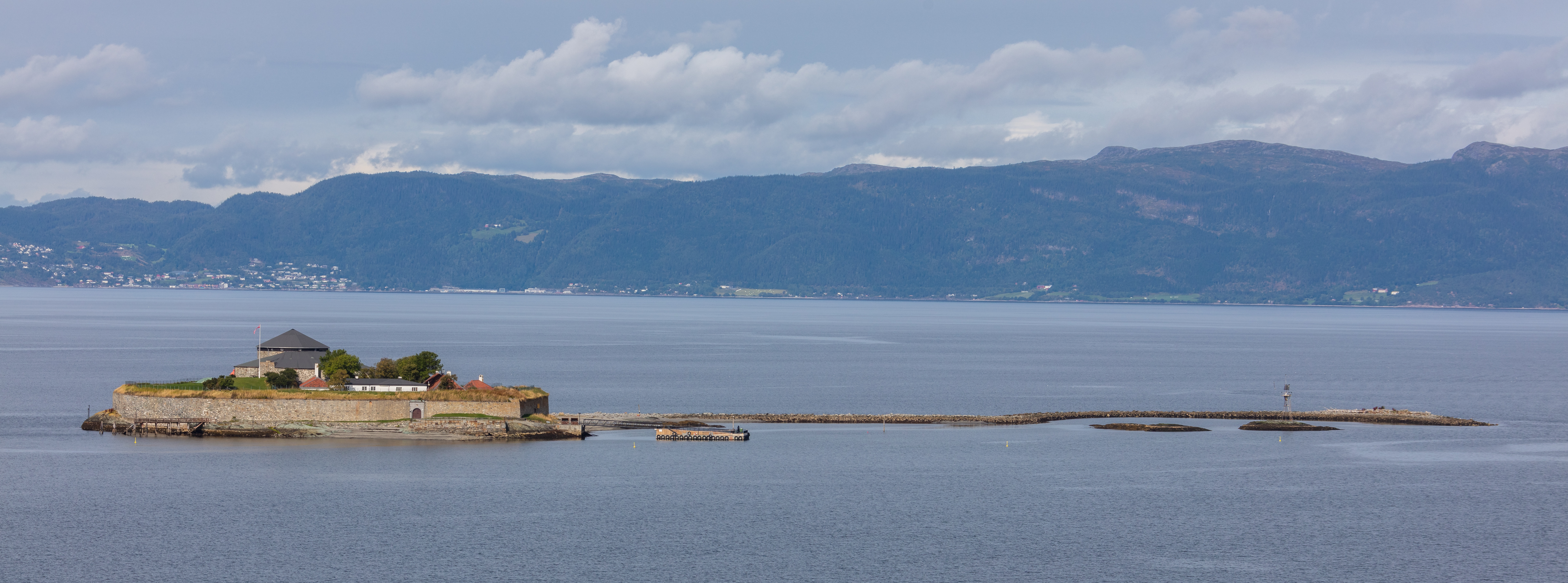
Munkholmen.

La fortaleza de Sion, conocida también como Sverresborg, fue construida en piedra y madera por el rey Sverre en 1182 para resguardar la ciudad de sus rivales durante la era de las guerras civiles. Desmantelada desde el siglo XIII, en la actualidad solo perviven sus cimientos en la colina donde se asentaba esta fortaleza, la más antigua de la que se tiene noticia en la ciudad.

La fortaleza de Kristiansten.

Frente al puerto, en el fiordo, se halla un pequeño islote llamado Munkholmen, con toda su área ocupada por una fortificación. En esta isla se fundó un monasterio benedictino en el siglo XII. Con la desaparición de la orden monástica durante la reforma, en el sitio se erigió la fortaleza actual, que funcionó también como prisión. Hoy es un área de recreación.
La fortaleza de Kristiansten debe su nombre al rey Cristián V. Fue construida en la segunda mitad del siglo XVII sobre una colina para proteger la ciudad por el oriente. Es una fortaleza con bastiones con una torre del homenaje bastante bien conservada. Fue fundamental en la defensa de Trondheim durante la Gran Guerra del Norte, en la que tropas suecas invadieron Noruega en 1716. Durante la Segunda Guerra Mundial fue utilizada por los nazis como sitio de ejecución de opositores.
Finalmente, el búnker Dora es una construcción nazi que sirvió de base para submarinos alemanes durante la Segunda Guerra Mundial.
Otros monumentos

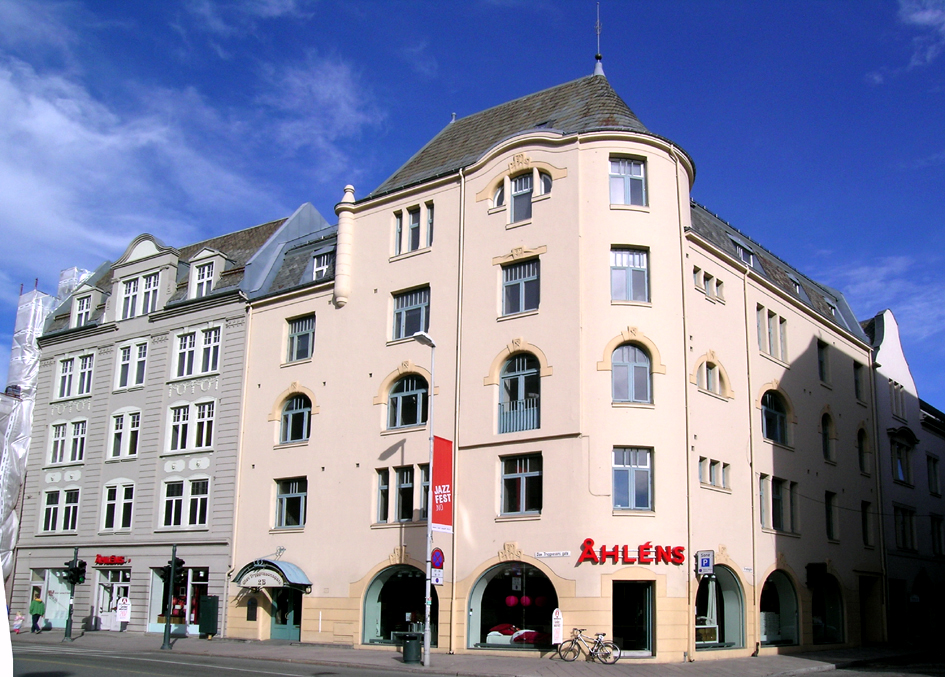
Jugendkvartalet («manzana modernista»).

Varios edificios de estilo historicista, ecléctico y modernista de finales del siglo XIX y principios del XX son parte del patrimonio arquitectónico e histórico de la ciudad y varios de ellos están protegidos por ley. Entre ellos están el edificio principal de la Biblioteca Pública de Trondheim (antes ayuntamiento), el Museo Nacional de Justicia, la casa Ringve, el Puente Viejo, o el edificio de la cervecera EC Dahl. Otros edificios de este período dignos de mención son el edificio del Banco de Datos Biológicos, de Olaf Nordhagen, la sinagoga, el asilo para marineros, el Hotel Britannia y el edificio Mathesongården. En el modernismo, los mejores ejemplos son quizás la casa de la fundación EC Dahl, hoy delegación del gobierno de Noruega, y el bloque de edificios conocido como Jugendkvartalet (manzana modernista), aunque también puede mencionarse la iglesia de Lademoen, una iglesia de gran tamaño que parece una mezcla entre modernismo y neorrománico.
Escultura

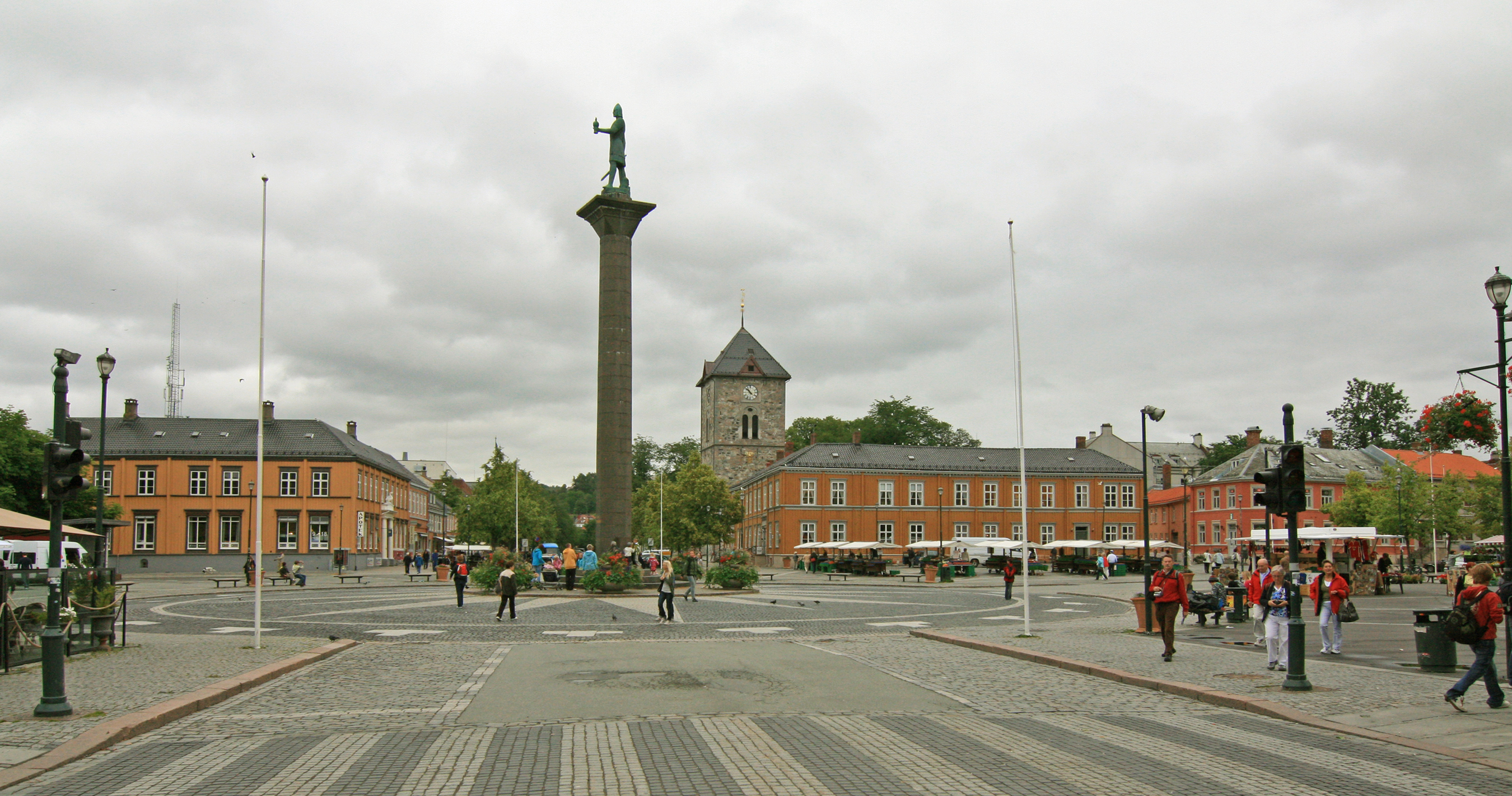
La columna de Olaf Tryggvason, en la plaza mayor (Torget).

La escultura urbana en Trondheim intenta honrar a personajes históricos. Así, en los lugares públicos se encuentran estatuas en honor de reyes, héroes nacionales y filántropos locales, así como monumentos escultóricos en honor de los caídos en la Segunda Guerra Mundial, que incluyen memoriales al holocausto judío. La columna de Olaf Tryggvason, obra de Wilhelm Rasmussen en la plaza central, es quizás la escultura más conocida de la ciudad. En su base hay un reloj solar. Otra escultura famosa es la de El último vikingo, de Nils Aas, que rememora la novela homónima de Johan Bojer y está emplazada en la plaza de Ravnkloa, junto al fiordo. La estatua de Leif Eriksson (1997), de August Werner, fue un regalo de la comunidad noruega de Seattle (Estados Unidos) como conmemoración de los mil años de la fundación de Trondheim y del descubrimiento vikingo de América.

## Parques y jardines

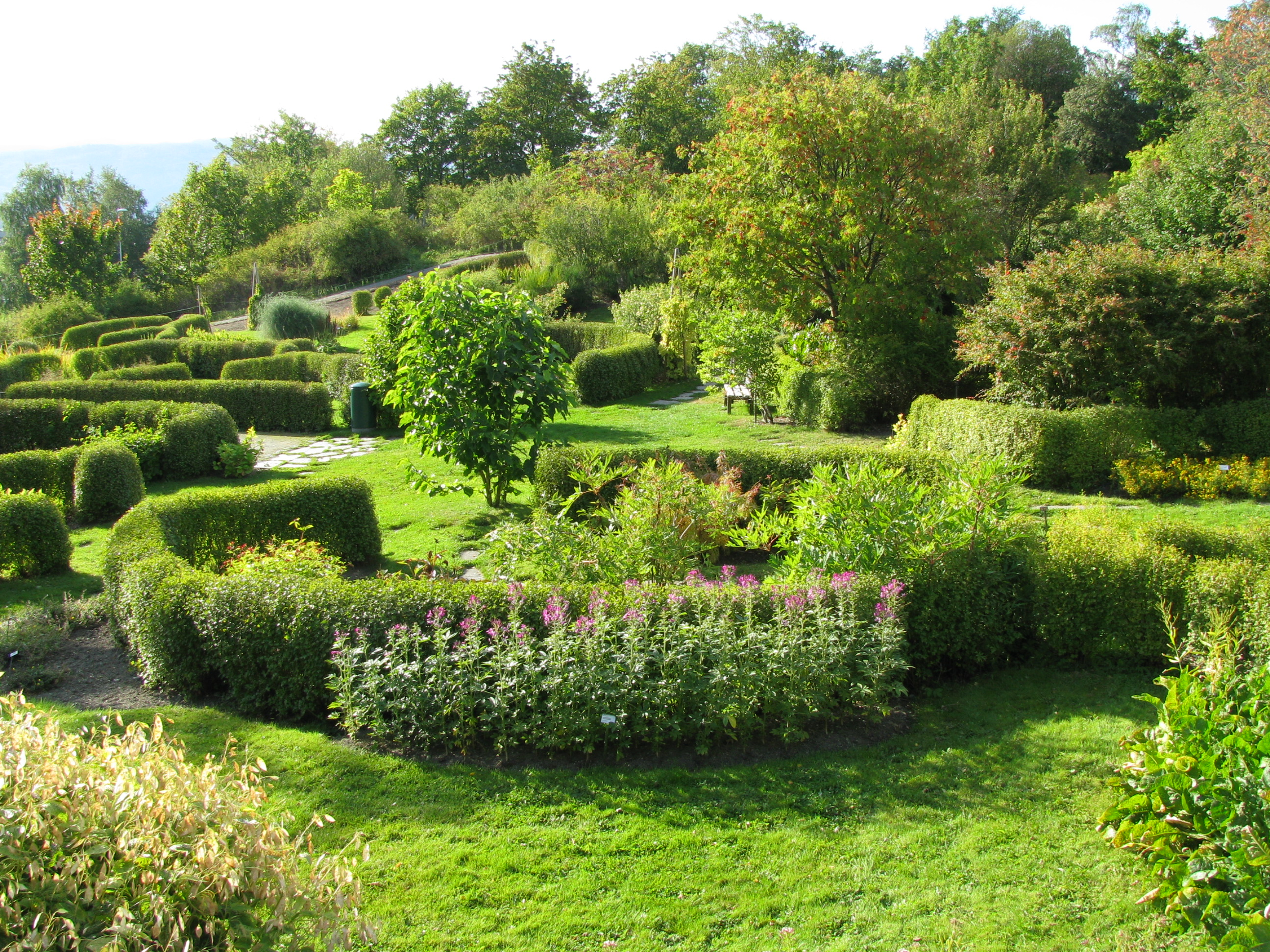
Jardín botánico de Ringve.

Trondheim es una ciudad rodeada de áreas boscosas, que representan el 52 % del territorio municipal. Las principales áreas verdes de la ciudad son las zonas montañosas de Bymarka y Estenstadsmarka, ubicadas al oeste y al sur de la ciudad, respectivamente. Ambas son visitadas por los habitantes de Trondheim como sitio de recreo y constituyen amplias áreas naturales de bosques, lagos y estanques.

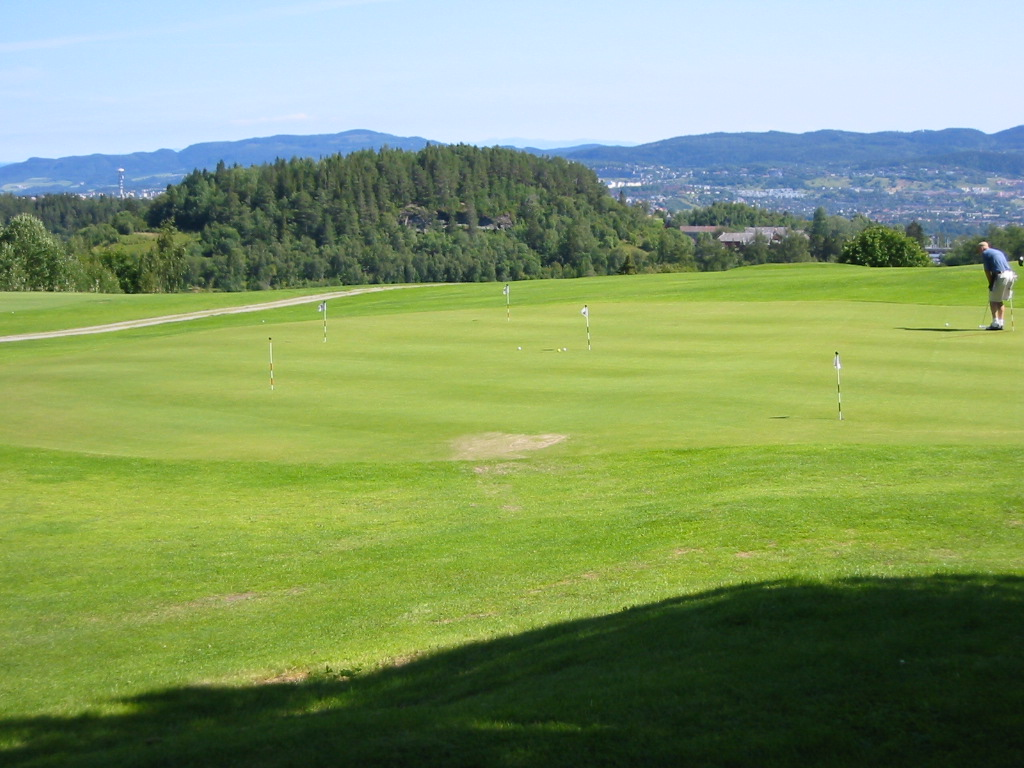
Campo de golf en Bymarka.

En la zona urbana hay numerosos parques pequeños. Entre los más grandes está Marinen (literalmente, «la marina»), justo al sur de la catedral, entre esta y el río. Este parque así es llamado debido a alguna vez hubo aquí un puerto militar. Es un área de prados y árboles muy apta para paseos y tomar el sol durante el verano. En el centro hay otros parques pequeños, como el parque Tordenskjold, el parque del Ayuntamiento, el jardín del Stiftsgården y el parque de Ila.

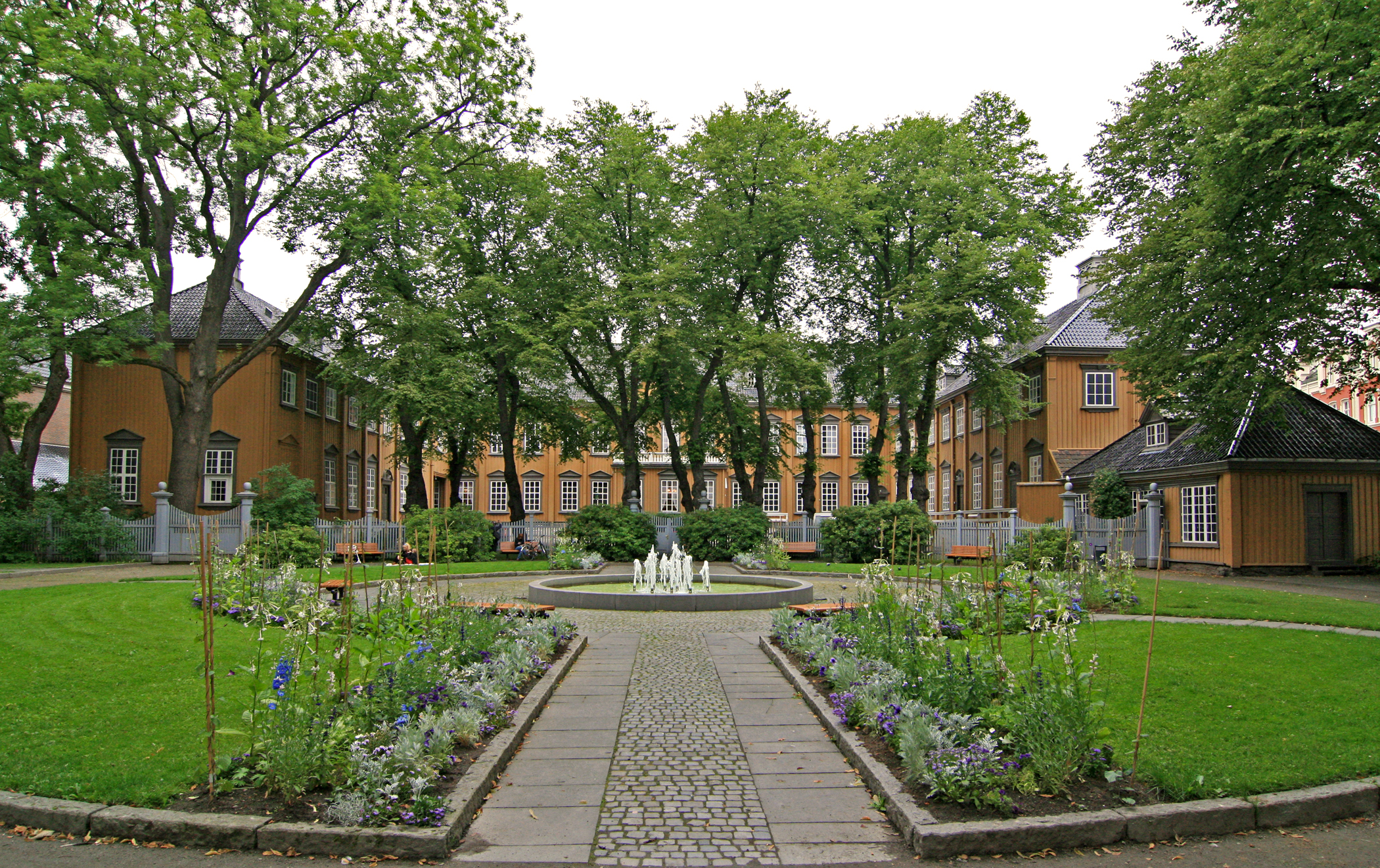
Parque del Stiftsgården.

Al sur de la ciudad la ribera del Nidelva constituye un espacio arbolado natural. Otra parque de esta zona es el parque de Elgeseter, que se conecta con el parque del Colegio Universitario y las áreas verdes de la Universidad.
En el oriente, están las áreas verdes de Duedalen y de Småbergan (esta es una colina donde se localiza la fortaleza de Kristiansten); el parque de Lademoen y el jardín botánico de Ringve. La zona de Ladestien es una franja de 14 km de vegetación natural adyacente al fiordo.

## Medios de comunicación

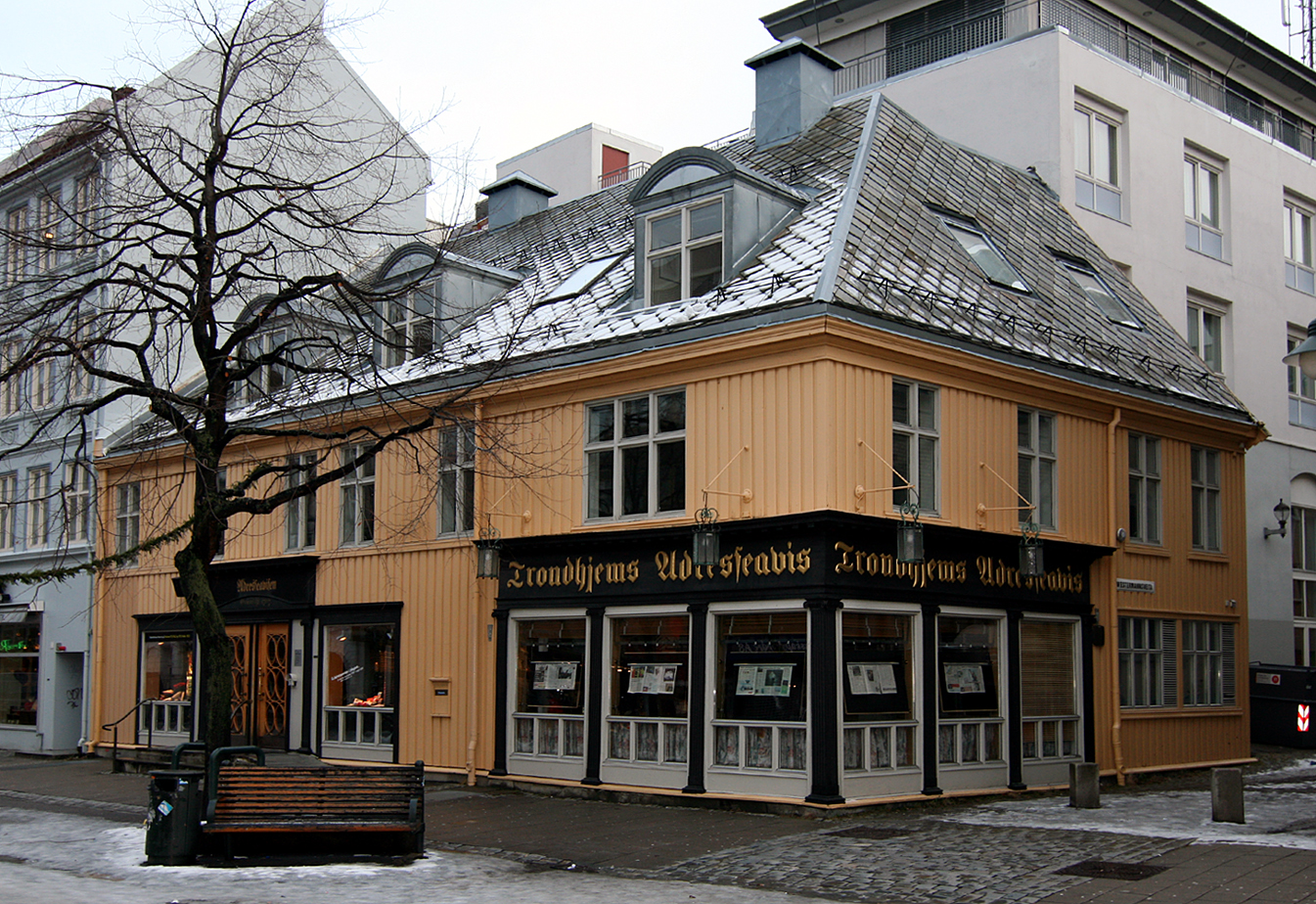
Vieja sede del Adresseavisen, en el centro de Trondheim.

Trondheim es el centro de comunicaciones de la región de Noruega Central. Las dos empresas dominantes en la ciudad son dos: el conglomerado Adresseavisen, que cotiza en la Bolsa de Oslo, tiene su sede en Heimdal, y NRK, que tiene en el distrito de Tyholt una de sus dos sedes nacionales (la otra está en Oslo), así como la redacción de dos canales de radio de cobertura nacional.

### Periódicos
Anteriormente existían en la ciudad varios diarios; hoy en día solo sobrevive el Adresseavisen, fundado en 1767, que se ostenta como el periódico más antiguo de toda Noruega.
Otros diarios importantes fueron Avisa Trondheim (originalmente Arbeider-Avisen), que dejó de publicarse en 1996; Trondheimsavisa (originalmente Venstreavis, después Nidaros), hasta 1991; Dagsavisa, de 1945 a 1954, Ny Tid, de 1899 a 1947, y el mayor diario de la ciudad hasta el término de la Segunda Guerra Mundial, Dagsposten, que existió de 1877 a 1945.
El semanario Byavisa es de distribución gratuita; se publica desde 1996 y sale los martes. Finalmente, el periódico Under Dusken es un medio informativo estudiantil que sale cada dos martes.

### Televisión

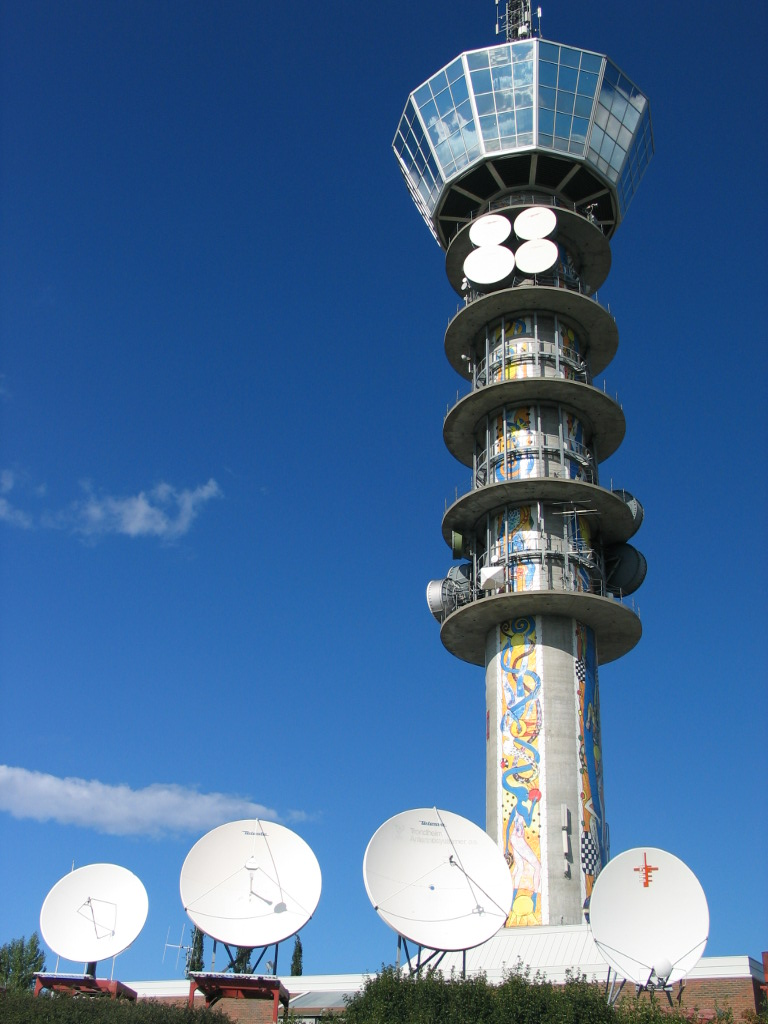
La Tyholttårnet («Torre Tyholt»).

El noticiero local Midtnytt, cuyo ámbito es la provincia de Sør-Trøndelag, es parte del canal NRK1. Trondheim tiene su propio canal de televisión, TV-Adressa.

### Radio
La cadena NRK tiene en Trondheim la sede de dos de sus canales nacionales (P1 y P3), así como el canal musical NRK mp3. Además de las emisiones locales de NRK, Trondheim tiene también varias estaciones de radio locales, entre otras Radioadressa, que es propiedad de Adresseavisen. Radio Revolt es la estación de los estudiantes de Trondheim, estrechamente conectada a la Asociación de Estudiantes de Trondheim y a la Asociación para el Bienestar de los Estudiantes.

## Política y gobierno

### Gobierno central

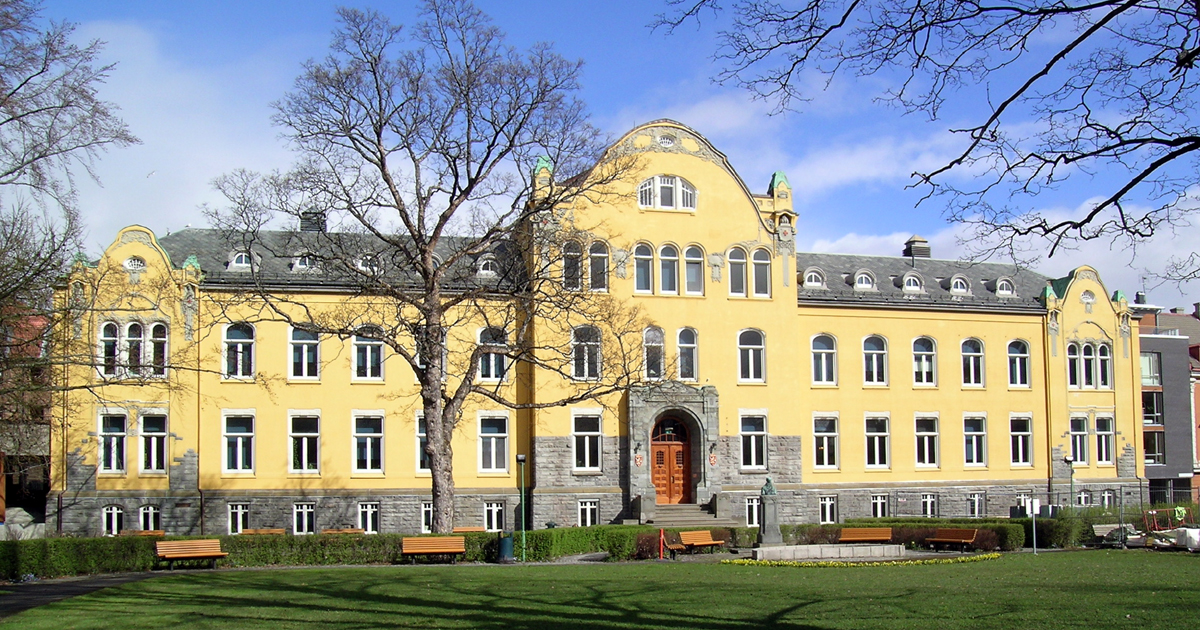
Delegación del Gobierno de Noruega en Sør-Trøndelag.

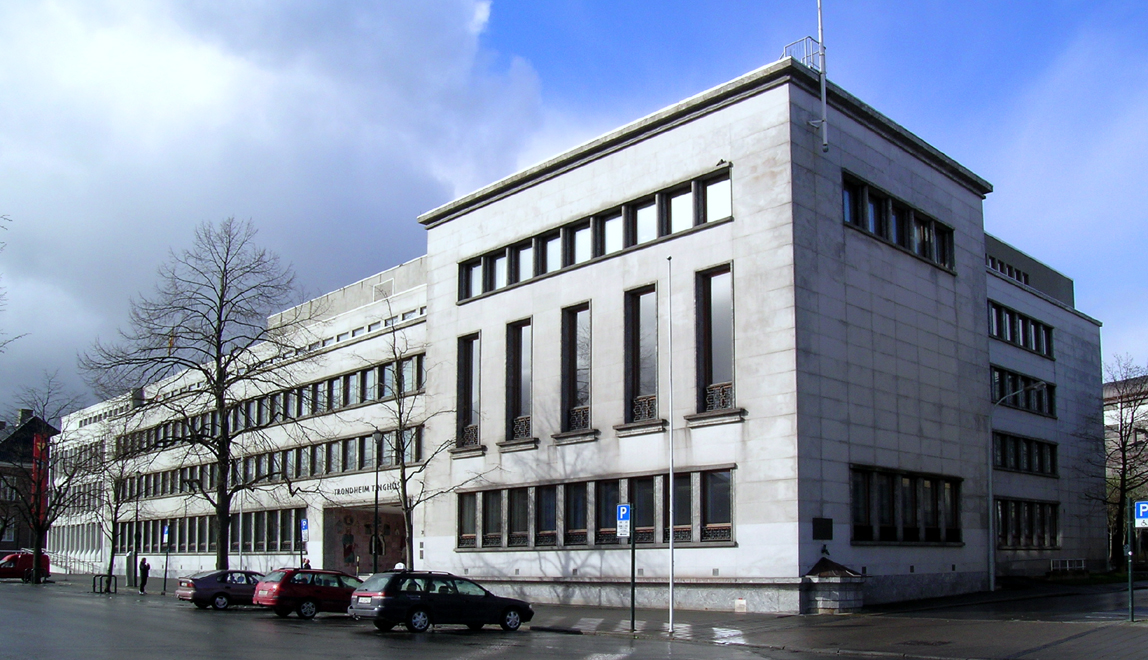
Sede de los tribunales de apelación y de distrito.

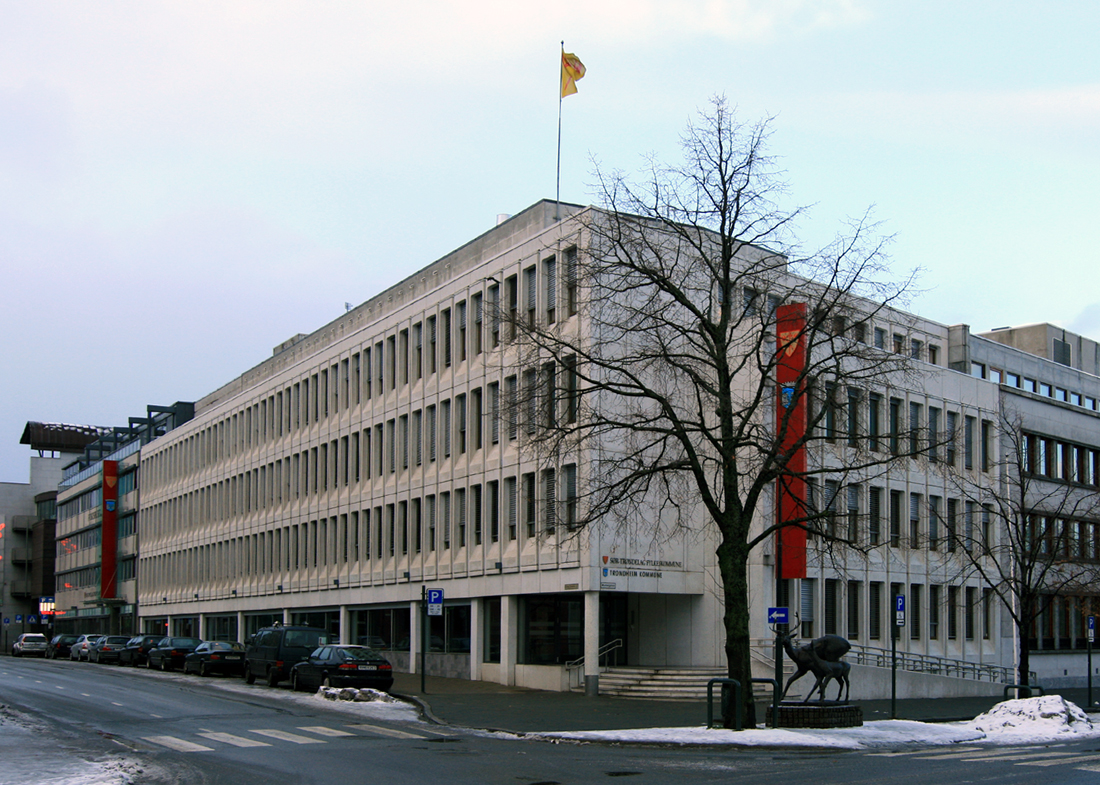
Asamblea Provincial de Sør-Trøndelag.

Trondheim alberga la sede del Gobernador de Sør-Trøndelag, un delegado de gobierno que representa al rey y al gobierno de Noruega, y como tal se encarga de que las decisiones a nivel nacional se ejecuten en la provincia. Su sede es el antiguo edificio art nouveau de la Fundación E. C. Dahl, en la calle E. C. Dahl n.º 10.
El poder judicial tiene en Trondheim la sede del Tribunal de Distrito de Sør-Trøndelag, con jurisdicción sobre 17 de los 25 municipios de la provincia y la sede del Frostathing, uno de los seis tribunales de apelación de Noruega, con jurisdicción sobre las provincias de Møre og Romsdal, Sør-Trøndelag y Nord-Trøndelag.
Trondheim es sede de algunas instituciones públicas a nivel nacional: la Administración Nacional de los Tribunales Noruegos; la Dirección para la Administración de la Naturaleza (dependiente del Ministerio de Medio Ambiente), y la Autoridad de Inspección Laboral, una dependencia del Ministerio del Trabajo enfocada en la seguridad y la salud.

### Gobierno provincial
Como capital de provincia, la ciudad alberga la Asamblea Provincial, una asamblea legislativa electa por sufragio universal y encargada de algunas responsabilidades de servicios y administración pública a nivel provincial. El edificio de la Asamblea Provincial (Sør-Trøndelag fylkeshus) se localiza en la esquina de las calles Erling Skakke y la Munkegata.

### Gobierno municipal

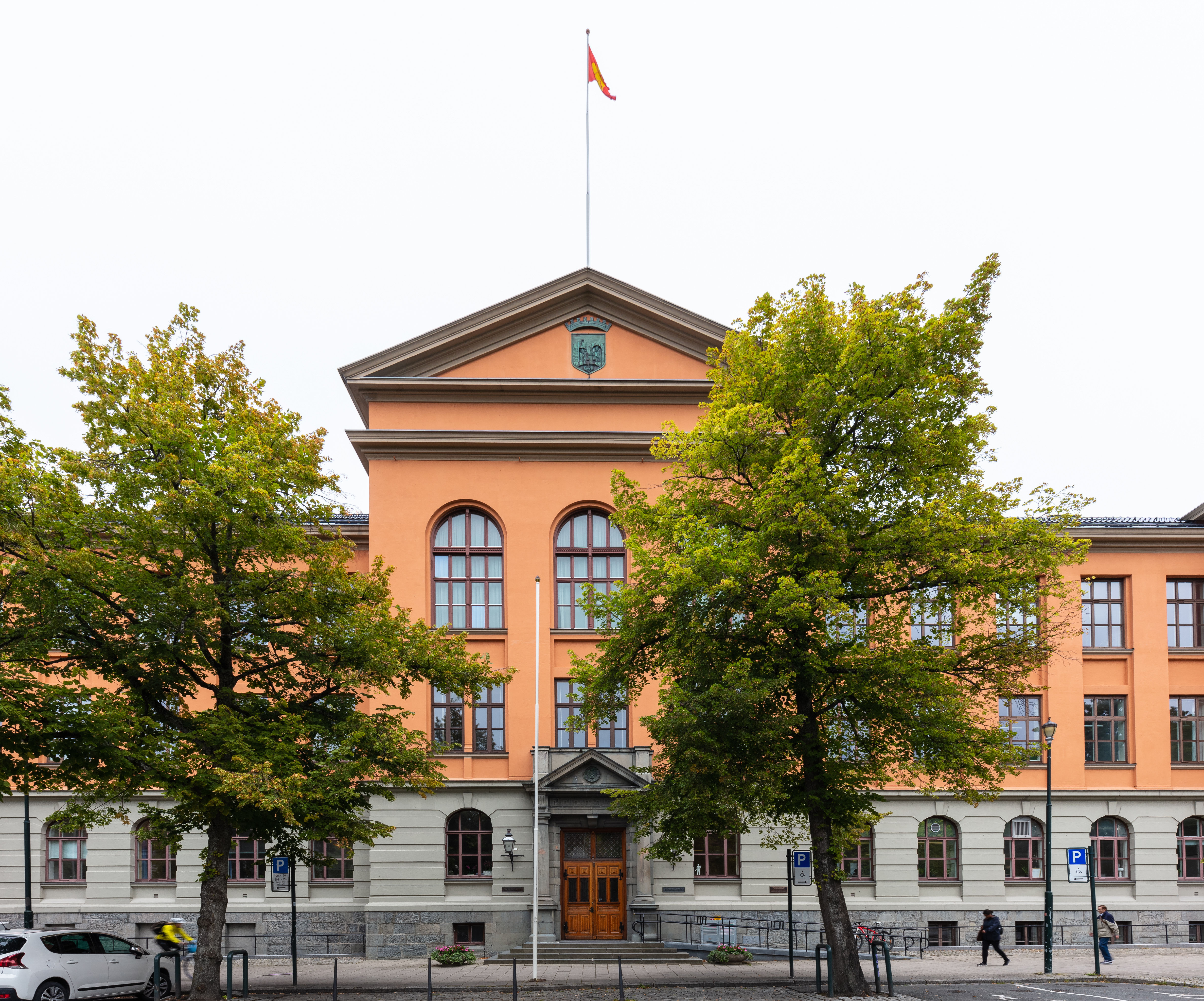
Ayuntamiento de Trondheim.

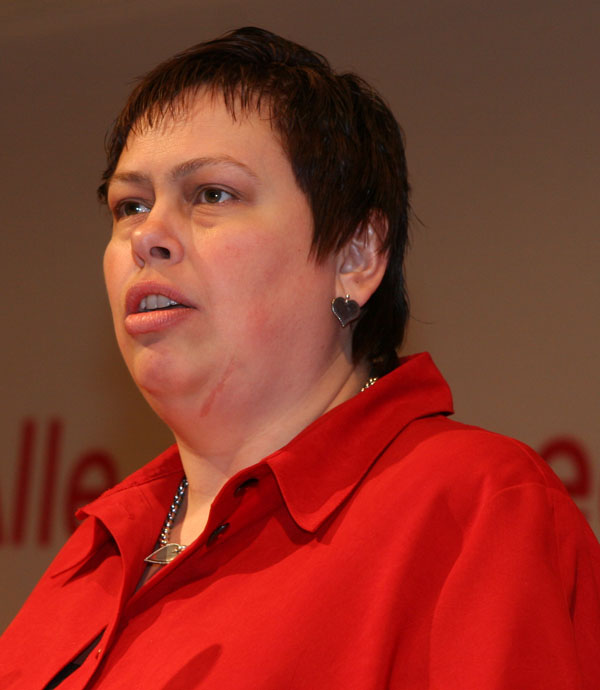
Rita Ottervik, de filiación laborista, es la presidenta municipal de Trondheim desde 2003.

El municipio de Trondheim es gobernado por un concejo municipal (bystyre). Su sede es el Ayuntamiento de Trondheim, un edificio de finales del siglo XIX en Munkegata n.º 1. El ayuntamiento viejo, del siglo XVIII, está hoy ocupado por la Biblioteca Pública de Trondheim.
Hasta 2011, el Concejo Municipal de Trondheim era el mayor de toda Noruega, con 85 miembros. Desde las elecciones de 2011, el número de concejales se redujo a 67 —el mismo número que Bergen y Stavanger. En el período entre 2011 y 2015 el concejo está integrado por 10 partidos políticos. La mesa directiva (formannskap) consiste en 11 concejales elegidos proporcionalmente de entre el concejo y es el órgano que constituye el gobierno del municipio.
La fuerza política de mayoría relativa es el Partido Laborista, que se encuentra en coalición con otras fuerzas de centro e izquierda desde 2003, si bien su votación decayó en las últimas elecciones. Los laboristas suman 27 consejeros (39,5 % de la última votación); de los cuales 4 forman parte de la mesa directiva, a la que pertenece la presidenta municipal, la laborista Rita Ottervik, y el vicepresidente, el socialista Knut Fagerbakke.
En la última elección subió considerablemente la votación hacia el Partido Conservador (27,2 %, contra 15 % en 2007). Este partido gobernó Trondheim de 1990 a 2003, y es la segunda fuerza política en el municipio.
| Período   | Nombre                     |
| --------- | -------------------------- |
| 1980-1981 | Olav Gjærevoll (PL)        |
| 1982-1984 | Anne Kathrine Parow (PL)   |
| 1985-1989 | Per Berge (PL)             |
| 1990-1998 | Marvin Wiseth (H)          |
| 1998-2003 | Anne Kathrine Slungård (H) |
| 2003-     | Rita Ottervik (PL)         |

| Partido                            | Concejales | Miembros de la mesa directiva |
| ---------------------------------- | ---------- | ----------------------------- |
| Partido Laborista                  | 28         | 4                             |
| Partido Conservador                | 14         | 2                             |
| Partido de los Verdes              | 5          | 1                             |
| Partido del Progreso               | 4          | 1                             |
| Partido Liberal                    | 4          | 1                             |
| Partido de la Izquierda Socialista | 4          | 1                             |
| Rojo                               | 2          |                               |
| Partido Demócrata Cristiano        | 2          | 1                             |
| Partido de Centro                  | 2          |                               |
| Partido de los Pensionistas        | 2          |                               |
| Total                              | 67         | 11                            |

### Distritos de Trondheim
Desde 2005, el municipio de Trondheim se divide en cuatro distritos administrativos (administrative bydeler):
- Midtbyen: Incluye los barrios del Centro, Byåsen, Ila, Tempe, Elgeseter Stavne, Tyholt y Trolla.
- Østbyen: Incluye los barrios de Møllenberg, Nedre Elvehavn, Rosenborg, Lade, Strindheim, Jakobsli, Ranheim y Vikåsen.
- Lerkendal: Comprende los barrios de Lerkendal, Nardo, Risvollan, Flatåsen, Moholt, Gløshaugen, Åsvang, y Sjetnmarka.
- Heimdal: Comprende los barrios de Heimdal, Byneset, Tiller, Kattem, Kolstad/Saupstad y Klett.

La división de los distritos no tiene una base histórica, sino meramente demográfica. Cada uno de ellos tiene una población estimada de 40 000 personas. Esta distribución está basada en la Administración de Trabajo y Bienestar de Noruega, en la que colabora el gobierno municipal y el Ministerio Noruego del Trabajo, y que tiene como fin el velar por la seguridad social, el empleo y el estado de bienestar. Cada distrito de Trondheim tiene una oficina con esa función.
Los barrios y las viejas localidades del municipio no tienen ningún significado administrativo, sino únicamente histórico o de referencia geográfica, y en muchos casos ni siquiera están bien definidos sus límites.

## Transporte

### Carreteras
Las principales carreteras de la ciudad y el municipio son dos carreteras europeas. La E6 enlaza la ciudad con Lillehammer y Oslo por el sur, y por el norte con Kirkenes, en la frontera con Rusia. La E39 corre de Trondheim hacia el sur a través de la costa, a Ålesund, Bergen, Stavanger y Kristiansand.

### Autobuses

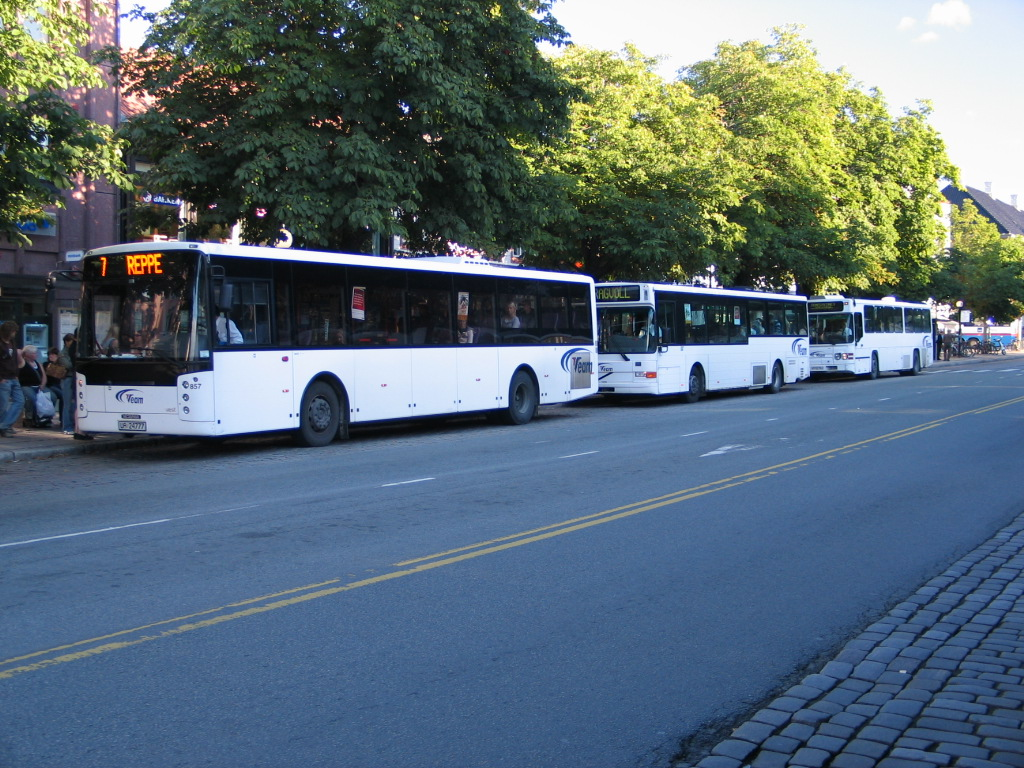
Autobuses urbanos en la Munkegata.

La red de autobuses urbanos y suburbanos de Trondheim es operada por la compañía Team Trafikk, una subsidiaria de la empresa estatal Nettbuss. Cuenta con 200 autobuses repartidos en 41 líneas y transporta en promedio 60 000 pasajeros diariamente. Casi todas las líneas parten de una terminal en la calle Munkegata, en el centro de la ciudad —aunque algunas se extienden hasta la Estación Central de ferrocarril, junto al puerto—, y desde ahí sirven a toda el área metropolitana. Hay un servicio especial, el Nattbuss (Autobús Nocturno), que funciona en las noches de los fines de semana.
El servicio foráneo de autobuses es operado por varias empresas tanto públicas como privadas y su terminal se encuentra dentro de la Estación Central de Ferrocarril. Hay salidas a todos los municipios de la provincia y a algunos de la provincia de Nord-Trøndelag, así como a Oslo y Bergen.

### Tranvía

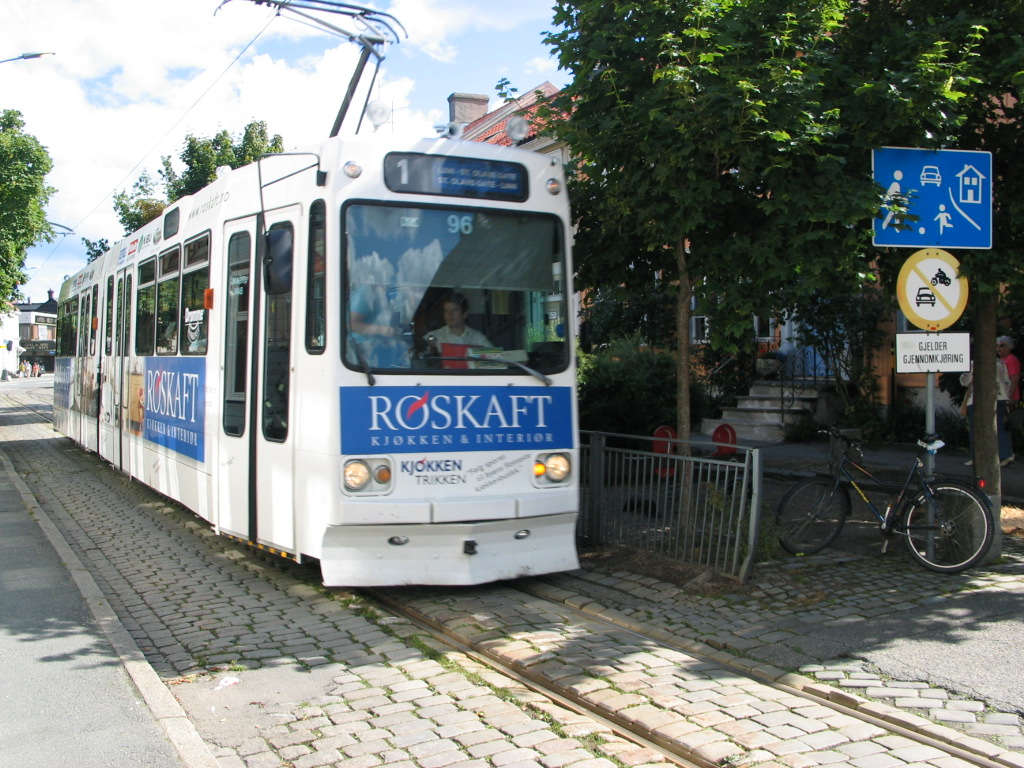
Tranvía.

Trondheim, además de Oslo, es la única ciudad de Noruega que cuenta con tranvía. Este consiste en una sola línea de 8,8 km, la Gråkallbanen, que se extiende desde el centro hasta la zona boscosa de Bymarka, al oeste.
Es un transporte en servicio desde 1901. Alcanzó su apogeo en las décadas de 1950 y 1960, cuando contaba con 4 líneas. A partir de entonces se presentaron debates entre posturas encontradas sobre su inviabilidad y su preservación que resultaron en la reducción de líneas hasta que solo permaneció en servicio la actual. El tranvía es propiedad de la multinacional Veolia Transport desde 2005.

### Transporte aéreo

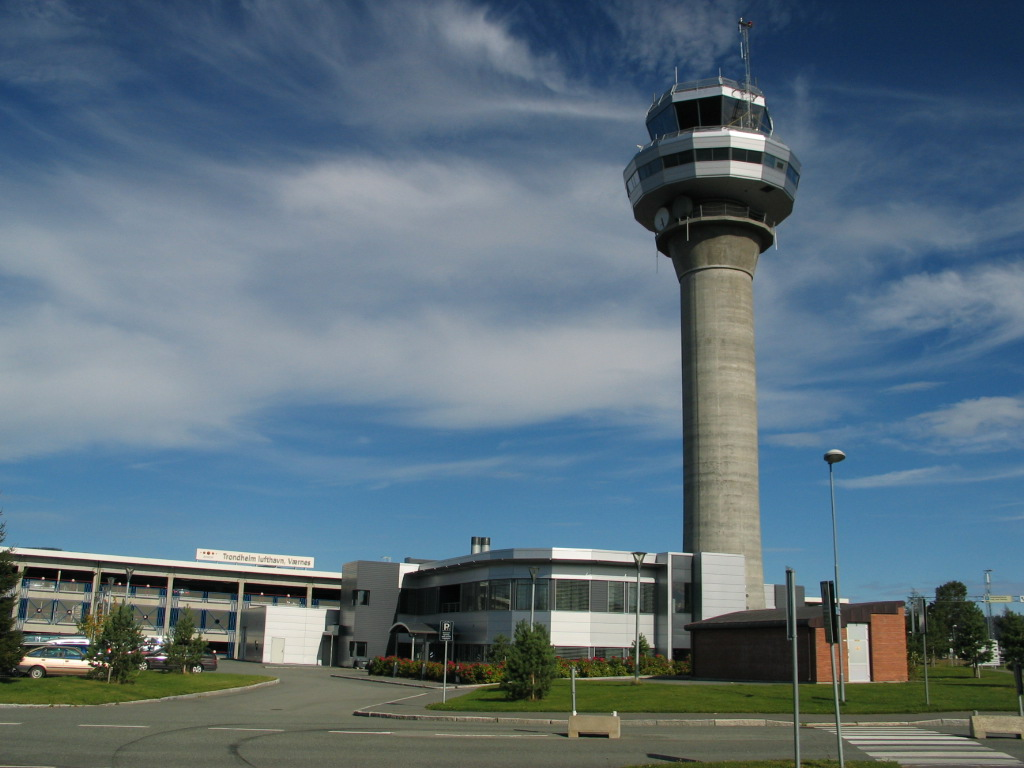
El Aeropuerto de Trondheim-Værnes.

El Aeropuerto de Trondheim-Værnes se localiza a 19 km al este de la ciudad, en Værnes, dentro del término municipal de Stjørdal. Comenzó a operar como base de la fuerza aérea noruega desde 1917 y fue abierto a la aviación civil en 1951. Es el cuarto aeropuerto de Noruega en términos de tráfico, con 4 313 547 pasajeros transportados y 60 830 movimientos realizados en 2013.
Las rutas principales son vuelos directos a Oslo, Bergen y Bodø, pero existe conexión con otros 11 aeropuertos noruegos. Hay vuelos internacionales a Copenhague (el principal destino en el extranjero), Ámsterdam, Östersund, Estocolmo, Londres y Reikiavik. También hay vuelos chárter al centro de Europa, el Mediterráneo y Las Palmas de Gran Canaria.

### Ferrocarril

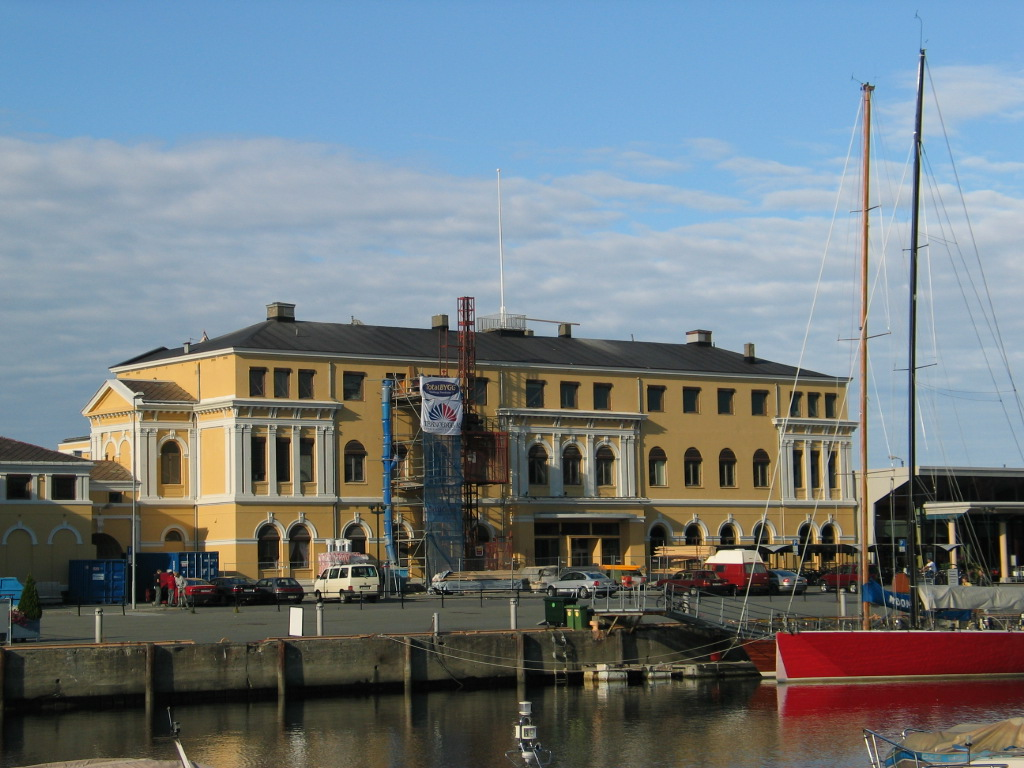
Estación Central de Trondheim.

En la Estación Central, localizada junto al puerto, Trondheim es terminal de cuatro líneas ferroviarias. La Nordlandsbanen corre hacia el norte, con destino a Bodø; la Meråkerbanen se dirige hacia el oriente hasta las localidades suecas de Storlien, Åre y Östersund; la Rørosbanen conecta a la ciudad con Hamar, y finalmente la Dovrebanen enlaza a Trondheim con Oslo.
La primera estación de trenes se localizaba en el barrio de Kalvskinnet y fue inaugurada en 1864 como parte de la Størenbanen, una línea de modesta longitud que comunicaba a Trondheim con el pueblo de Støren (hoy parte del municipio de Midtre Gauldal). Esa línea fue absorbida completamente por la Rørosbanen en 1877. La estación central abrió en 1882 para servir de terminal de la Meråkerbanen, pero terminó siendo terminal de ambas líneas, lo que generó una discusión en la ciudad. La estación ha tenido que ser ampliada y remodelada debido a la inauguración de la Dobvrebanen (en 1921) y al incremento del tráfico de pasajeros, lo que la ha convertido en un nudo ferroviario.

### Transporte marítimo

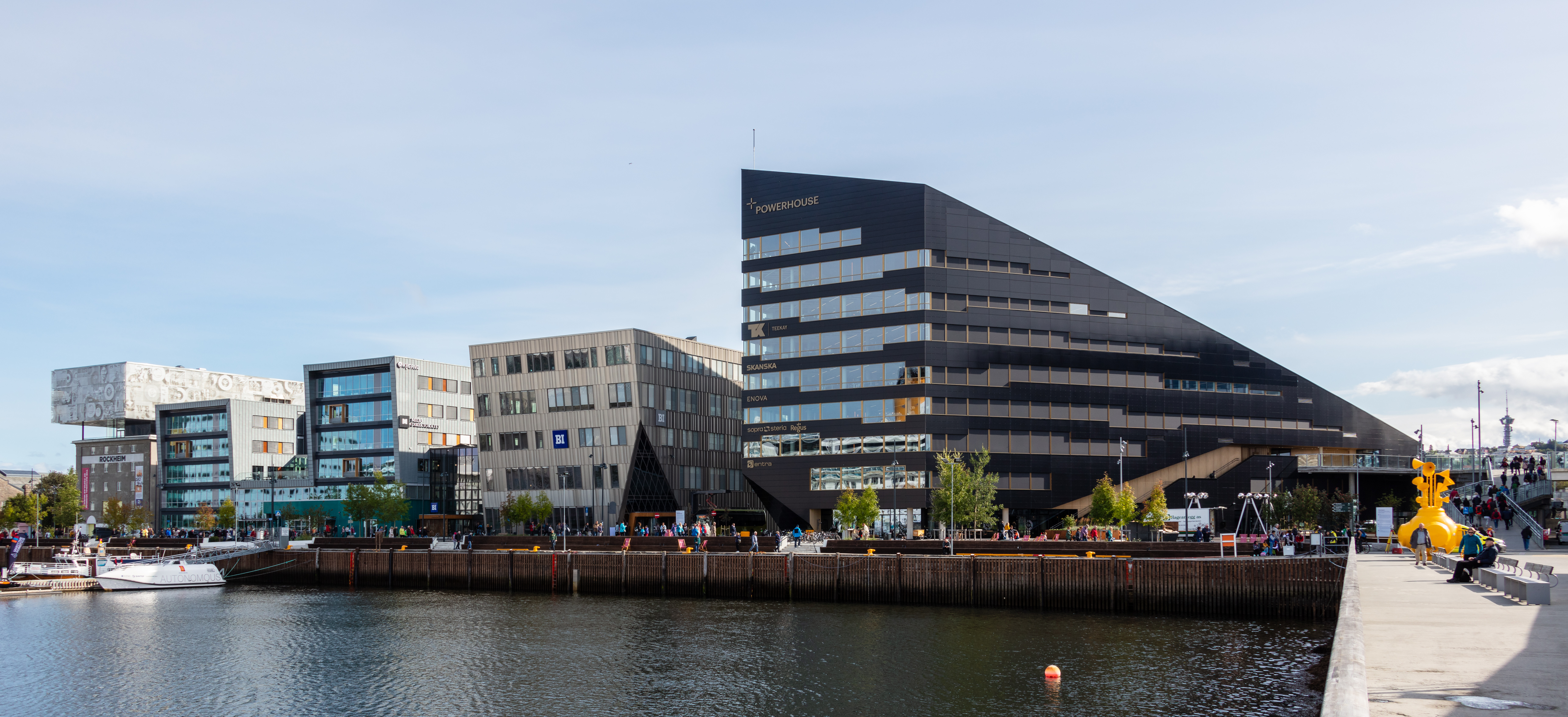
Puerto de Tronheim.

Desde 2006 el puerto de Trondheim forma parte de una asociación intermunicipal, llamada oficialmente Puerto Intermunicipal del Fiordo de Trondheim, que incluye también los puertos de los municipios de Stjørdal y Orkdal y que se encarga de controlar las operaciones de manera coordinada. Este complejo portuario mueve cerca de 2 millones de toneladas de mercancías y 2 millones de pasajeros anualmente. En Brattøra, una de las cinco zonas portuarias de Trondheim, existe conexión intermodal con ferrocarril y autobuses.

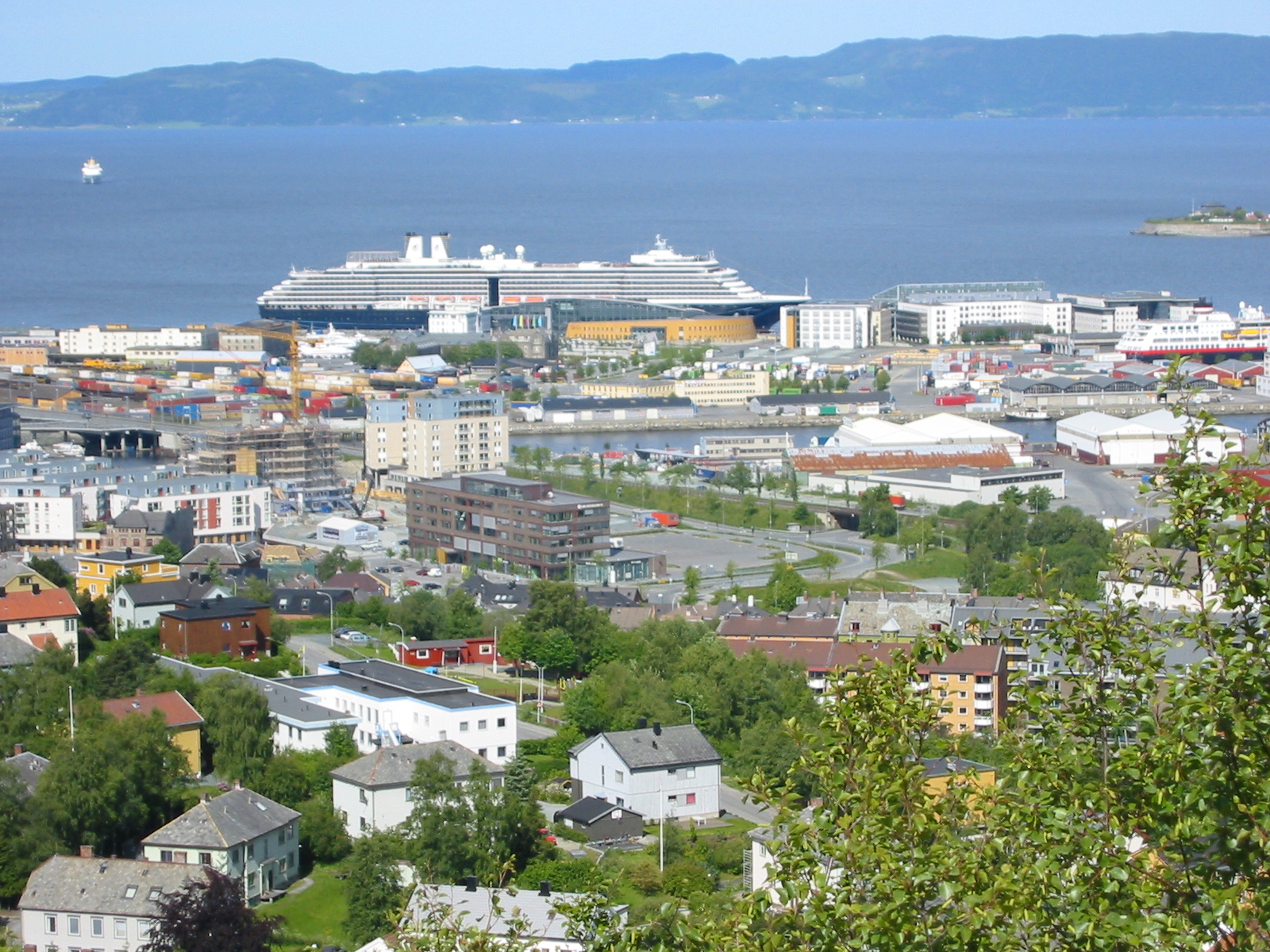
Crucero y buque de la Hurtigruten anclados en Trondheim.

El transporte de pasajeros por vía marítima ha decaído en favor de las carreteras y el ferrocarril, pero aún conserva una importancia turística. Además, sigue siendo la mejor opción de comunicación entre Trondheim y los municipios de la península de Fosen, y la única entre la ciudad y las islas de Hitra y Frøya. En este aspecto, hay rutas diarias de catamaranes y transbordadores a lo largo del fiordo, que llegan a localidades tan sureñas como Kristiansund. El servicio de transbordadores transporta un aproximado de 1,5 millones de vehículos anualmente.
La Hurtigruten, el servicio exprés de pasajeros a lo largo de la costa occidental noruega, tiene dos llegadas diarias a Trondheim, una con dirección al sur y otra al norte. La ruta fue inaugurada en 1893 precisamente para comunicar a Trondheim con la costa septentrional noruega, pero en el siglo XX la terminal sur se desplazó hasta Bergen.
Poco más de 31 000 pasajeros, repartidos en un promedio de 60 cruceros turísticos, llegan al puerto de Trondheim anualmente.

### Bicicletas

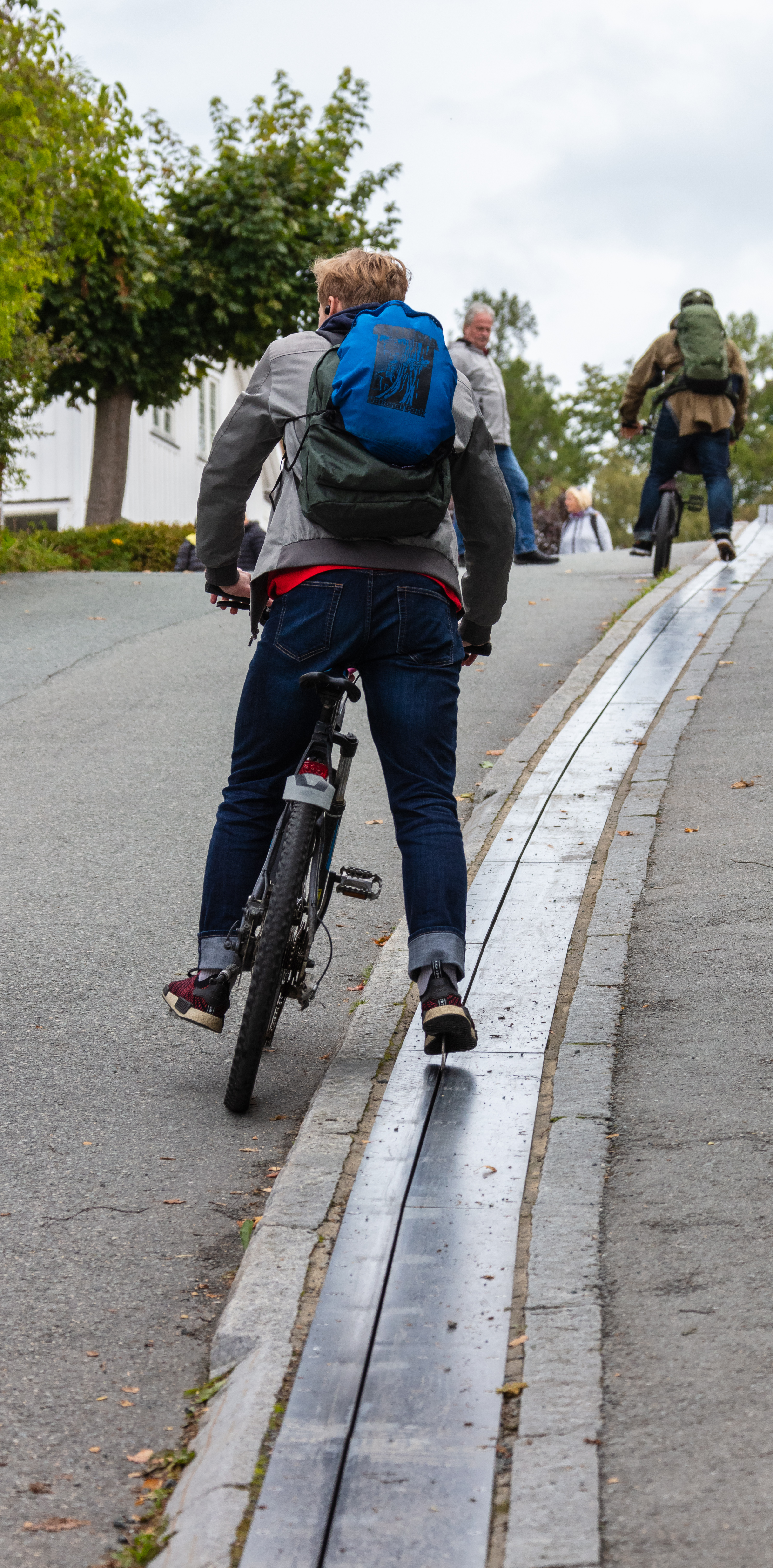
El ascensor de bicicletas de la calle Brubakken.

Como en las demás ciudades nórdicas, en Trondheim existe también una arraigada cultura del uso de la bicicleta. El municipio presta servicio de renta de bicicletas en diferentes módulos a ciudadanos y turistas, principalmente en el centro y áreas adyacentes, incluida la universidad. El préstamo es a través de una tarjeta electrónica que el usuario paga anualmente por un módico coste.
Trondheim cuenta con un novedoso ascensor de bicicletas en una calle empinada del barrio de Bakklandet que se considera único en el mundo. En él las bicicletas y sus ciclistas son subidos hasta la cima de la calle.

## Hermanamientos
Las siguientes ciudades están hermanadas con Trondheim:
- Dunfermline (Reino Unido)
- Kópavogur (Islandia)
- Norrköping (Suecia)
- Odense (Dinamarca)
- Tampere (Finlandia)
- Split (Croacia)
- Vallejo (Estados Unidos)
- Graz (Austria)
- Darmstadt (Alemania)
- Petaj Tikva (Israel)
- Tiráspol (Moldavia)
- Keren (Eritrea)
- Ramala (Palestina)